# Nghệ thuật của cuộc biểu tình tại Hồng Kông 2019–2020
Các nhà hoạt động xã hội và nghệ sĩ tham gia các cuộc biểu tình ở Hồng Kông năm 2019 – 2020 đã sử dụng tác phẩm nghệ thuật, hội họa, âm nhạc và các hình thức thể hiện nghệ thuật khác như một chiến thuật để giúp truyền đi nhận thức về các sự kiện đã xảy ra trong thành phố. Hoạt động mà không có người lãnh đạo, các cá nhân tạo ra nghệ thuật phản kháng thường được gọi là "nhóm công khai" (tiếng Trung:文宣組, Hán–Việt: văn tuyên tổ), và hầu hết các thành viên đều hoạt động dưới các bút danh.

## Ngôn ngữ

### Chơi chữ tiếng Quảng Đông
Do sự tồn tại của các từ đồng âm trong Tiếng Quảng Đông, phương ngữ Hồng Kông cho phép khả năng lớn cho trò chơi chữ. Thay thế các ký tự bằng các âm hoặc cao độ tương tự có thể thay đổi đáng kể ý nghĩa của cụm từ. Một từ lóng ban đầu cho cuộc biểu tình nhanh chóng được nhận được sự chú ý là "tống Trung" (tiếng Trung: 送中, có nghĩa là: "đưa đến Trung Quốc"), là một từ đồng âm dùng "để tiễn một người thân đang hấp hối". Một từ lóng phổ biến khác "Đảng thiết" (tiếng Trung: 黨鐵, có nghĩa là: "đường sắt của Đảng Cộng sản") là một cách chơi chữ cho công ty MTR Corporation vì chúng có âm giống nhau về mặt ngữ âm. Để ngăn chặn những kẻ troll trên Internet và cáo buộc các gián điệp Trung Quốc theo dõi diễn đàn của họ, một số cư dân mạng đã liên lạc bằng cách sử dụng các từ tiếng Quảng Đông được đánh vần, rất khó hiểu đối với người Hoa lục. Một loạt từ lóng tiếng Quảng Đông cũng được phát triển trong cuộc biểu tình; chẳng hạn, khi những người biểu tình kể lại những sự kiện trong cơn "phát mộng" của họ (tiếng Trung: 發夢, có nghĩa "giấc mơ"), tức là họ đang kể lại những trải nghiệm của họ trong các cuộc biểu tình. Khi những người biểu tình triển khai "hỏa ma pháp" (tiếng Trung: 火魔法), có nghĩa là họ đang ném chai cháy. Khi một người biểu tình hô vang "lạc vũ" (tiếng Trung: 落雨, có nghĩa là: "trời đang mưa"), những người biểu tình sẽ tháo ô của họ để che giấu nhóm trong hành động. Những người biểu tình được gọi là "thủ túc" (tiếng Trung: 手足, có nghĩa "tay chân"), sẽ truyền đạt ý tưởng về sự đoàn kết.
Người biểu tình cũng chế giễu những tuyên bố của Đặc khu trưởng Hồng Kông Lâm Trịnh Nguyệt Nga và cảnh sát. Theo tờ The Japan Times, "nhiều người trẻ am hiểu công nghệ không bao giờ bỏ lỡ cơ hội để phát minh ra các bài hát, meme, biểu ngữ và khẩu hiệu mới thường đưa ra những lời chỉ trích cho phong trào lên hành đầu". Do đó, các cuộc biểu tình đã dẫn đến việc tạo ra các meme châm biếm như "kí nhĩ lão mẫu" (tiếng Trung: 記你老母) và "tự do hai" (tiếng Trung: 自由閪), chế giễu việc cảnh sát sử dụng lời nói thô tục chống lại người biểu tình. Cụm từ sau là xúc phạm vì từ "hai" là một trong "năm từ tiếng Quảng Đông vĩ đại" nhưng những người biểu tình vẫn chấp nhận từ này với niềm tự hào sau đó biến chúng thành nhãn dán WhatsApp và in chúng lên áo phông và biểu ngữ. Các nghệ sĩ đã tạo ra một biến thể của trò chơi nhỏ "Bingo" cho phép mọi người đoán bà Lâm có thể nói gì trong cuộc họp báo để chế giễu những lời lên án của bà về các cuộc biểu tình; Lâm thường sử dụng cùng một bộ từ hoặc các câu thành ngữ bốn chữ để mô tả cuộc biểu tình.

### Chủ đề phổ biến

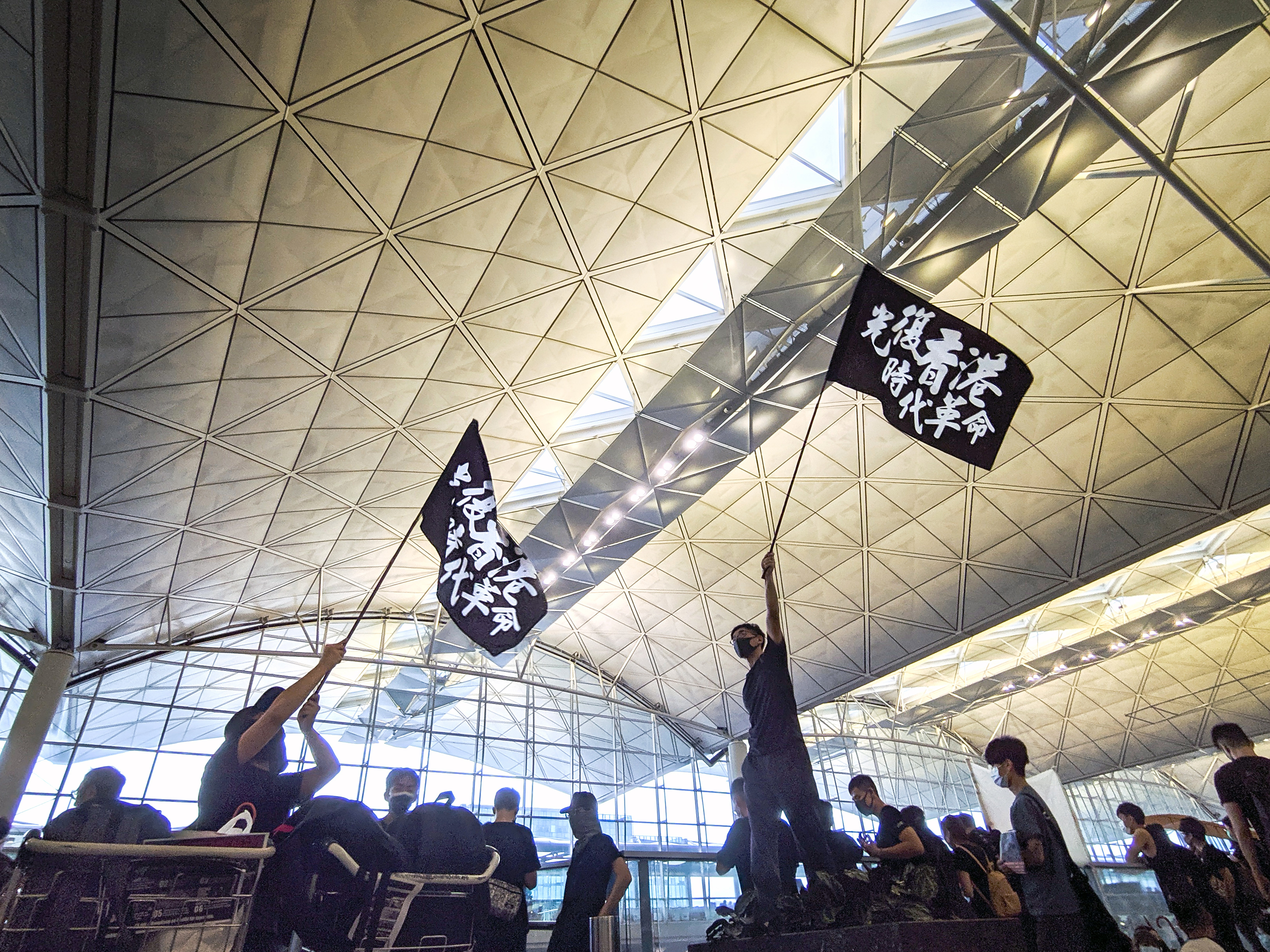
Khẩu hiệu "Quang phục Hương Cảng, thời đại cách mạng" tại Sân bay Quốc tế Hồng Kông, tháng 8 năm 2019

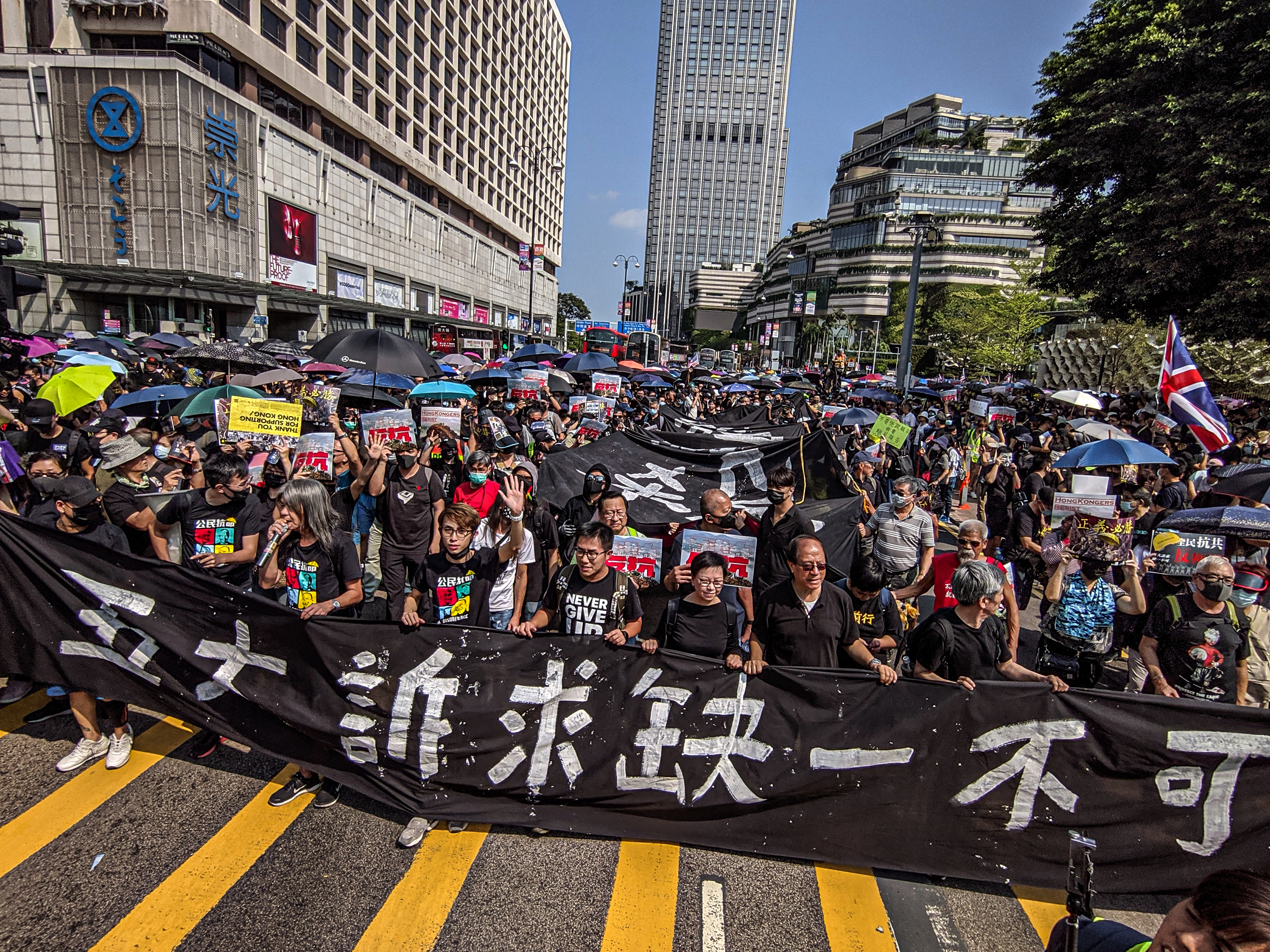
Khẩu hiệu "Năm yêu cầu, không thiếu cái nào" ở Tiêm Sa Chủy, tháng 10 năm 2019

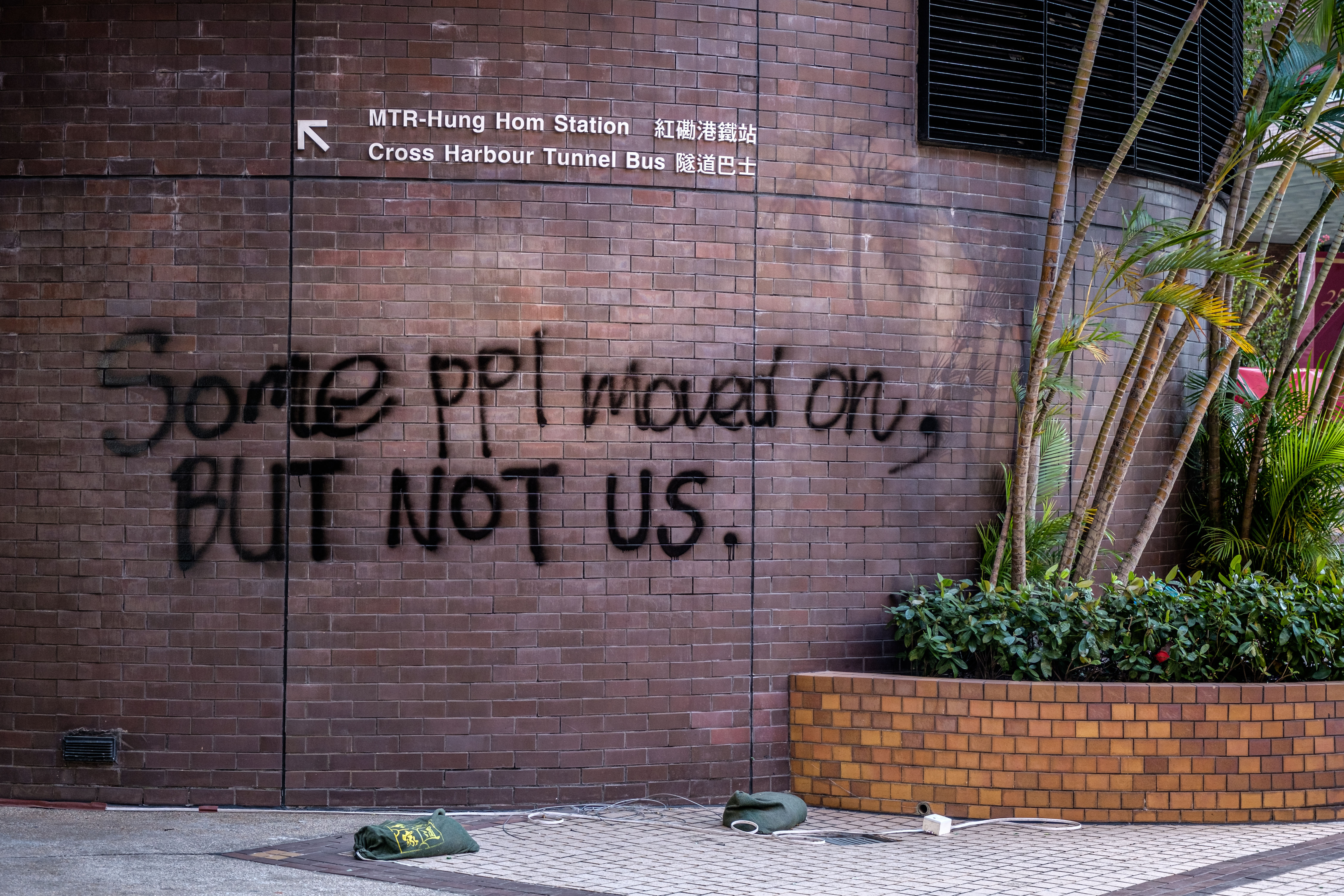
Một bức tranh graffiti bên trong Đại học Bách khoa Hồng Kông. Câu nói bắt nguồn từ bộ phim Avengers: Hồi kết.

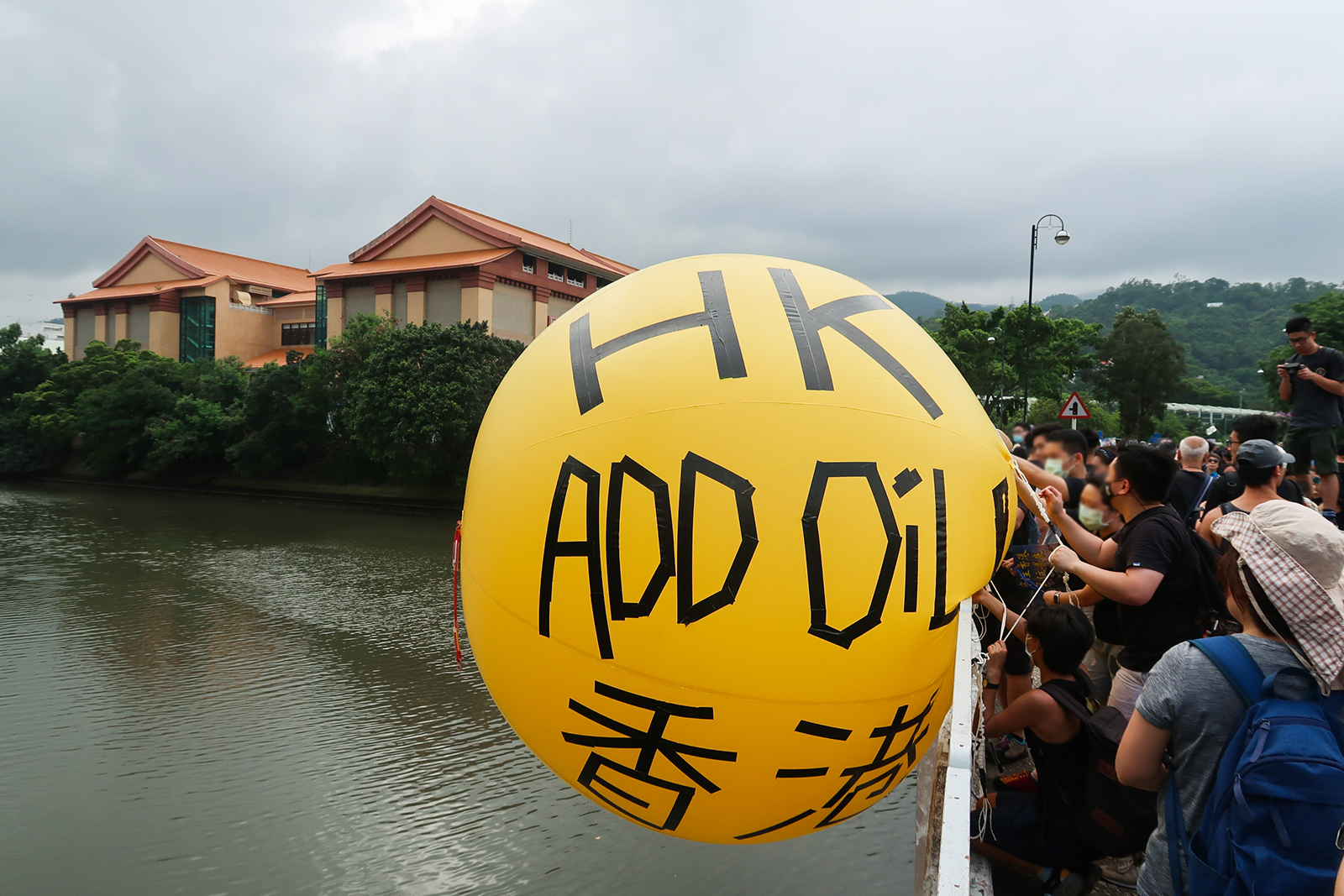
Khẩu hiệu "Hồng Kông, gia du (thêm dầu)" vào một quả bóng vàng ở Sa Điền, tháng 7 năm 2019

Một cử chỉ phản kháng phổ biến đại diện cho khẩu hiệu "Năm yêu cầu, không thiếu cái nào".

Những người biểu tình ở Hồng Kông đã tạo ra nhiều khẩu hiệu để nâng cao nhận thức và thể hiện sự đoàn kết của họ; những khẩu hiệu này được hô vang trong các cuộc tuần hành lớn và từ căn hộ của họ lúc 10:00 tối như một phần của chiến dịch "Million Scream". Các khẩu hiệu nói chung được sử dụng để thể hiện sự không hài lòng với chính phủ, thúc đẩy tinh thần, nhắc lại các yêu cầu và các nguyên tắc chính của phong trào. Chúng bao gồm những điều sau đây:
- "Người Hồng Kông, thêm dầu" (tiếng Trung: 香港人 加油, Hương Cảng nhân, gia du); ban đầu là một khẩu hiệu kêu gọi những người biểu tình khuyến khích lẫn nhau và để có được sức mạnh và sự ủng hộ, khẩu hiệu đã đổi thành "Người Hồng Kông, phản kháng" sau khi thi hành lệnh cấm mặt nạ. Khi các cuộc biểu tình tiếp tục leo thang, nó được đổi thành "Người Hồng Kông, trả thù" sau cái chết của Châu Tử Lạc.[8][9]
- "Năm yêu cầu, không thiếu cái nào" (tiếng Trung: 五大訴求 缺一不可, ngũ đại tố cầu, khuyết nhất bất khả); một khẩu hiệu được sử dụng để nhắc lại năm yêu cầu chính của người biểu tình và khẳng định quyết tâm của họ không dừng lại cho đến khi chính phủ đáp ứng tất cả. Nó thường được sử dụng trong suốt các cuộc biểu tình nhưng đặc biệt là sau khi Đặc khu trưởng Lâm đồng ý đáp ứng một yêu cầu bằng cách rút dự luật dẫn độ.[10]
- "Quang phục Hương Cảng, thời đại cách mạng" (tiếng Trung: 光復香港 時代革命); Lần đầu tiên được sử dụng bởi nhà hoạt động ủng hộ độc lập Lương Thiên Kì với tư cách là khẩu hiệu chiến dịch của anh cho cuộc bầu cử Hội đồng Lập pháp vào năm 2016, khẩu hiệu này đã trở nên phổ biến hơn khi các cuộc biểu tình leo thang. Lâm nói rằng các cuộc biểu tình là một loạt các cuộc bạo loạn ly khai mặc dù Mã Nhạc, một nhà khoa học chính trị tại Đại học Trung văn Hương Cảng, nói rằng khẩu hiệu này có rất nhiều chỗ để giải thích và sự nổi tiếng của nó chủ yếu là do niềm tin của mọi người, chính quyền đã mất đạo đức cơ sở quyền lực.[11] Các nhân viên bầu cử đã yêu cầu một số ứng cử viên tham gia cuộc bầu cử Hội đồng quận về ý nghĩa của khẩu hiệu trước khi họ xác nhận trình độ chuyên môn của họ.[12]
- "Tề thượng tề lạc" (tiếng Trung: 齊上齊落); Sau nhiều vụ tự tử, những người biểu tình đã hô vang tiếng kêu gọi này để nâng cao nhận thức về sức khỏe tâm thần của mọi người và thể hiện sự đoàn kết giữa họ với nhau.[13]
- "Đấu tranh cho tự do, sát cánh cùng Hồng Kông" (Fight for freedom, stand with Hong Kong); khẩu hiệu đã được sử dụng để kêu gọi cộng đồng quốc tế, đặc biệt là Hoa Kỳ, để hỗ trợ phong trào phản kháng đang diễn ra. Khi Daryl Morey đăng tweet ủng hộ, Trung Quốc tạm thời cho dừng tất cả các chương trình phát sóng NBA.[14]
- "Không có kẻ bạo loạn, chỉ có chế độ chuyên chế" (tiếng Trung: 沒有暴徒 只有暴政, Một hữu bạo đồ, chỉ hữu bạo chính); Sau khi cảnh sát mô tả cuộc biểu tình vào ngày 12 tháng 6 là một cuộc bạo loạn, những người biểu tình yêu cầu chính phủ rút lại miêu tả đó.[15]

Người biểu tình thường lấy cảm hứng từ các sự kiện lịch sử và văn hóa nhạc pop. Điều này bao gồm cụm từ "give me liberty or give me death" từ bài phát biểu của Patrick Henry trong cuộc Cách mạng Mỹ, và "If we burn, you burn with us", trích dẫn từ tiểu thuyết Mockingjay của Suzanne Collins; cụm từ thứ hai là một trong những bức tranh graffiti được treo trong cuộc chiếm giữ Tổ hợp Hội đồng Lập pháp vào ngày 1 tháng 7 năm 2019. Các nhà phân tích tin rằng nó phản ánh giai điệu tuyệt vọng hơn của các cuộc biểu tình so với cuộc Cách mạng Dù. Người biểu tình thường gọi các thành viên của lực lượng cảnh sát là "chó", "triad" (ám chỉ Hội Tam Hoàng), "popo", và "Hắc cảnh". Trong khi đó, các sĩ quan cảnh sát đã gọi những người biểu tình là "gián". Graffiti chửi rủa cảnh sát cũng đã được miêu tả.
Những người phản đối và các nhà hoạt động ủng hộ Bắc Kinh đã truyền bá rộng rãi khẩu hiệu "Tôi ủng hộ cảnh sát Hồng Kông, bạn có thể đánh tôi ngay bây giờ" (tiếng Trung: 我支持香港警察 你可以打我了) trên trang mạng xã hội Sina Weibo sau khi những người biểu tình bao vây phóng viên tờ Thời báo Hoàn Cầu tại Sân bay quốc tế Hồng Kông vào ngày 13 tháng 8 năm 2019. Sau khi Lưu Diệc Phi chia sẻ cụm từ trên trang Weibo của mình, đã có những lời kêu gọi tẩy chay bộ phim sắp tới của cô là Mulan.

## Nghệ thuật

### Nghệ thuật phản kháng
Người biểu tình tạo ra các áp phích để thúc đẩy các cuộc biểu tình và các cuộc biểu tình sắp tới mà đôi khi đóng vai trò là sự chỉ trích lật đổ cảnh sát, chính phủ và những người khác. Chúng đôi khi được dùng để cung cấp ánh sáng, hài hước bằng cách châm biếm các sự kiện gần đây. Nghệ thuật cũng được tạo ra để thể hiện sự thống nhất giữa những người biểu tình, khuyến khích các nhà hoạt động xã hội và nâng cao nhận thức về sức khỏe tinh thần. Áp phích được xem là một cách hòa bình, thay thế cho công dân bày tỏ quan điểm của họ mà không tham gia vào các cuộc biểu tình. Hầu hết các nghệ sĩ vẫn ẩn danh hoặc sử dụng bút danh phù hợp với bản chất lãnh đạo của phong trào. Ý tưởng cho thiết kế của họ đã được đông đảo sử dụng diễn đàn LIHKG, thường là thông qua các bức tường Lennon trên toàn thành phố, các kênh của Telegram và tính năng AirDrop của Apple.
Người biểu tình thường áp dụng phong cách nghệ thuật anime Nhật Bản. Ngoài ra, nguồn cảm hứng được lấy từ nhiều phương tiện truyền thông văn hóa pop khác. Khi chủ tịch Hội Sinh viên của Đại học Baptist Hồng Kông bị bắt vì sở hữu bút laser, nhưng lại được cảnh sát mô tả là "súng laser", những người biểu tình đã tạo ra một loạt các áp phích kết hợp nhiều chủ đề và yếu tố Chiến tranh giữa các vì sao như kiếm ánh sáng.
Chính trị gia Dan Barrett nhận thấy rằng những người biểu tình yêu thích các chủ đề như dystopic và chống độc tài trong các thiết kế của họ. Theo ông "(Các thể loại miêu tả) các anh hùng và nữ anh hùng đánh bại các chế độ độc tài và cai trị độc ác, bất chấp sự chênh lệch không vượt qua được, dường như là động lực đặc biệt trong thế hệ trẻ Hồng Kông trên tuyến đầu của phong trào kháng chiến". Nhiều thiết kế nghệ thuật phản kháng giống như bìa album hoặc áp phích phim Hollywood. Một số người đáng chú ý liên quan đến các cuộc biểu tình, bao gồm một người đàn ông mặc áo mưa màu vàng (giống với Lương Lăng Kiệt), một phụ nữ với mắt đang bị chảy máu (ám chỉ sự kiện ngày 11 tháng 8, khi cảnh sát bị cáo buộc bắn vào mắt của một nữ biểu tình bằng viên đạn đậu), và Chan Yi-chun, một người biểu tình bị bắt trong cuộc xung đột Bắc Giác ngày 15 tháng 9, là những nhân vật phổ biến được tìm thấy trong nghệ thuật phản kháng.
Các yếu tố truyền thống Trung Quốc cũng được đưa vào các thiết kế. Chẳng hạn như, tiền âm phủ và các đồ mã in hình khuôn mặt của các quan chức chính phủ quan trọng cũng được tạo ra và được đốt khi những người biểu tình theo truyền thống lễ Vu Lan. Một số áp phích biểu tình tái tạo lại thiết kế của một vị thông thắng Trung Quốc. Ngoài ra, người biểu tình còn tạo ra "memes người lớn tuổi" (tiếng Trung: 長輩圖, trường bối đồ), nhằm cung cấp tin tức và kêu gọi người cao tuổi về các sự kiện trong thành phố để gây ảnh hưởng đến họ. Trường bối đồ là hình ảnh sử dụng đồ họa tươi sáng và đầy màu sắc với phông chữ cổ, phủ lên hình ảnh của những bông hoa hay biểu tượng tôn giáo.
Một lượng lớn các tác phẩm phái sinh cũng được tạo ra trong các cuộc biểu tình. Các thiết kế biển cảnh báo của MTR đã được làm lại thành một bộ thẻ "Mind the Thug" (để ý đến du côn) cùng sử dụng một kiểu chữ, ám chỉ vụ đụng độ Nguyên Lãng. Các họa sĩ cũng đã làm lại một số bức tranh lịch sử để phù hợp với bối cảnh Hồng Kông. Chẳng hạn, các nhà cách mạng Pháp được miêu tả trong tác phẩm Nữ thần Tự do dẫn dắt nhân dân của họa sĩ Eugène Delacroix đã được đổi thành những người quyên góp trang phục của người biểu tình. Còn bức Sự tạo dựng Adam của Michelangelo cũng được diễn giải lại để miêu tả các học sinh cấp hai tham gia vào một chuỗi con người bên ngoài trường học. Ảnh chụp bởi các nhà báo cũng đã được chuyển đổi thành tác phẩm nghệ thuật. Một số khác cũng được lấy cảm hứng từ áp phích tuyển mộ thời chiến.
Các nhà hoạt động ủng hộ Bắc Kinh cũng đã tạo ra nghệ thuật phản kháng của riêng họ, chủ yếu mô tả những người biểu tình là một nhóm bạo loạn láo xược và mô tả cảnh sát là một nhóm các anh hùng "chính nghĩa" duy trì trật tự thành phố. Người biểu tình cũng được mô tả là "gián" sau khi cảnh sát bắt đầu sử dụng từ này để mô tả họ.

### Bức tường Lennon
Lấy cảm hứng từ Bức tường Lennon ở Praha, Cộng hòa Séc, một biểu ngữ có dòng chữ "Bức tường Lennon Hồng Kông" được đặt trên bức tường bên ngoài của cầu thang khu Kim Chung, biến bức tường thành một trong những địa danh của khu bị chiếm giữ. Bức tường Lennon ban đầu được thiết lập trước cầu thang của Văn phòng Chính phủ trung ương Hồng Kông. Trong tháng 6 và tháng 7 năm 2019, bức tường Lennon phủ đầy những thông điệp bằng giấy ghi nhớ đầy màu sắc về tự do và dân chủ "nở rộ khắp nơi" (tiếng Trung: 遍地開花, biến địa khai hoa), xuất hiện khắp thành phố. Chúng thường được tìm thấy trên các bức tường của hầm chui và cầu bộ hành, trên các mặt tiền cửa hàng và bên trong các văn phòng chính phủ. Người biểu tình cũng đã dán các tấm áp phích phản đối, các tác phẩm phái sinh và/hoặc minh họa trên bức tường Lennon để truyền bá nhận thức. Hình ảnh về sự tàn bạo của cảnh sát đã được làm nổi bật để truyền đi rộng rãi sự giải thích của người biểu tình về các sự kiện. Người biểu tình đã sử dụng các giấy ghi chú để tạo ra các ký tự và biểu đồ Trung Quốc.
Hàng trăm bức chân dung của những người ủng hộ và quan chức chính phủ quan trọng đã được dán trên các đầu cầu bộ hành và hầm chui, cho phép người đi bộ giẫm lên các bức chân dung như một cách để trút giận. Trên một số bức tường Lennon, người dân có thể sử dụng một chiếc dép được treo bởi những người biểu tình để tấn công bức chân dung theo cách tương tự như một thứ gọi là "tá tiểu nhân". Các khu vực gần bức tường Lennon trở thành địa điểm triển lãm nghệ thuật; nghệ thuật phản kháng cũng được dán trên đó, mặt đất và/hoặc trên mái. Ngoài ra, bức tường còn là nguồn cơn dẫn đến xung đột giữa những người ủng hộ dân chủ và ủng hộ Bắc Kinh, một số người đã cố gỡ các thông điệp khỏi các bức tường và tấn công vật lý các nhà hoạt động dân chủ. Cảnh sát đã xóa thông tin cá nhân của các sĩ quan từ một bức tường ở Đại Bộ. Trong khi đó, người biểu tình tuyên bố họ sẽ dựng thêm hàng trăm bức tường Lennon cho mỗi người bị xóa (tiếng Trung: 撕一貼百). Để ngăn các bức tường khỏi bị phá hủy một cách dễ dàng, người biểu tình phủ lên chúng bằng các tấm nilon trong suốt. Trong cuộc tuần hành, một số người biểu tình đã tự biến mình thành "người Lennon" khi những người biểu tình khác dán những tờ giấy ghi chú lên quần áo của họ.
Theo một bản đồ có nguồn gốc từ các đám đông ở Hồng Kông, có hơn 150 bức tường Lennon trên toàn khu vực. Thông điệp đoàn kết cho phong trào đã được thêm vào Bức tường Lennon ban đầu ở Praha. Ngoài ra, bức tường Lennon cũng đã xuất hiện ở các thành phố như Toronto, Vancouver, Tokyo, Đài Bắc, Berlin, Luân Đôn, Manchester, Melbourne, Sydney và Auckland.

### Linh vật phản kháng
Các con vật như lợn và chó (giống Shiba Inu) trang web LIHKG đã trở thành linh vật không chính thức của các cuộc biểu tình; những chữ tượng hình này được hình thành như biểu tượng cảm xúc để chào mừng năm con chó và con lợn và nhanh chóng trở nên phổ biến khi LIHKG, một diễn đàn Internet giống như Reddit, trở thành một kênh truyền thông quan trọng cho người biểu tình.
Một meme Internet dựa trên nhân vật Ếch Pepe đã được sử dụng rộng rãi như một biểu tượng của sự tự do và kháng chiến, và đã thu hút sự chú ý của truyền thông quốc tế. Những người biểu tình đã tạo ra các nhãn dán nhân vật mặc trang phục của người biểu tình trên WhatsApp, biến nó thành một người thường dân ủng hộ dân chủ và nhanh chóng trở nên nổi tiếng như linh vật không chính thức của cuộc biểu tình. Nhiều phiên bản khác, chẳng hạn như Pepe trong đồng phục cảnh sát chống bạo động hoặc như Lâm Trịnh Nguyệt Nga đã được tạo ra. Trong khi nhân vật này thường được liên kết với hệ tư tưởng cực hữu và được xem là biểu tượng thù hận ở Mỹ, nhưng Pepe có một danh tiếng khác ở Hồng Kông, là một con ếch biểu cảm "buồn / tự mãn / hài hước / tức giận / cam chịu". Với việc Pepe "khôi phục lại (thành phố)", Matt Furie, người tạo ra nhân vật bày tỏ sự vui mừng về vai trò mới của chú ếch hoạt hình, viết "Đây là một tin tuyệt vời! Pepe vì nhân dân!".
Một số tiệm bánh ở Hồng Kông đã sử dụng các linh vật như là lựa chọn mà khách hàng có thể chọn để trang trí bánh của họ. Chúng cũng được làm thành đồ chơi và phun thành các bức graffiti.
Người biểu tình đã gây quỹ quần chúng một bức tượng dân chủ cao 4 mét (13 ft) có tên "Nữ thần Dân chủ Hồng Kông". Thiết kế của bức tượng bắt nguồn từ trang phục của người biểu tình. Bức tượng được đội một chiếc mũ bảo hiểm màu vàng, với cái vá mắt và mặt nạ phòng độc; trong khi, tay phải cầm một chiếc ô và bên trái là một lá cờ có dòng chữ "Quang phục Hương Cảng, thời đại cách mạng".

### Bài hát và thánh ca

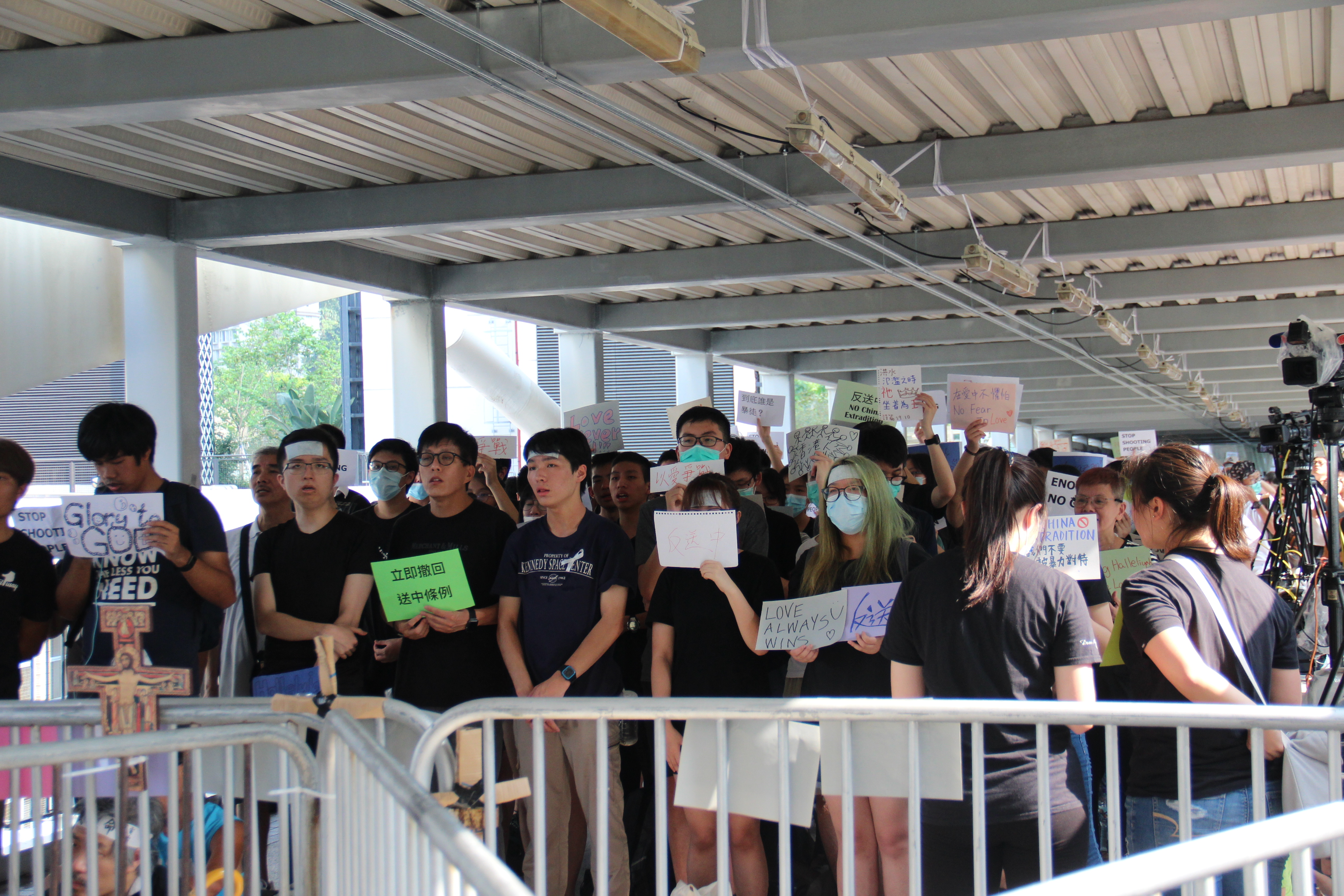
Một nhóm Kitô hữu hát bài "Sing Hallelujah to the Lord" gần khu liên hợp chính quyền trung ương, tháng 6 năm 2019

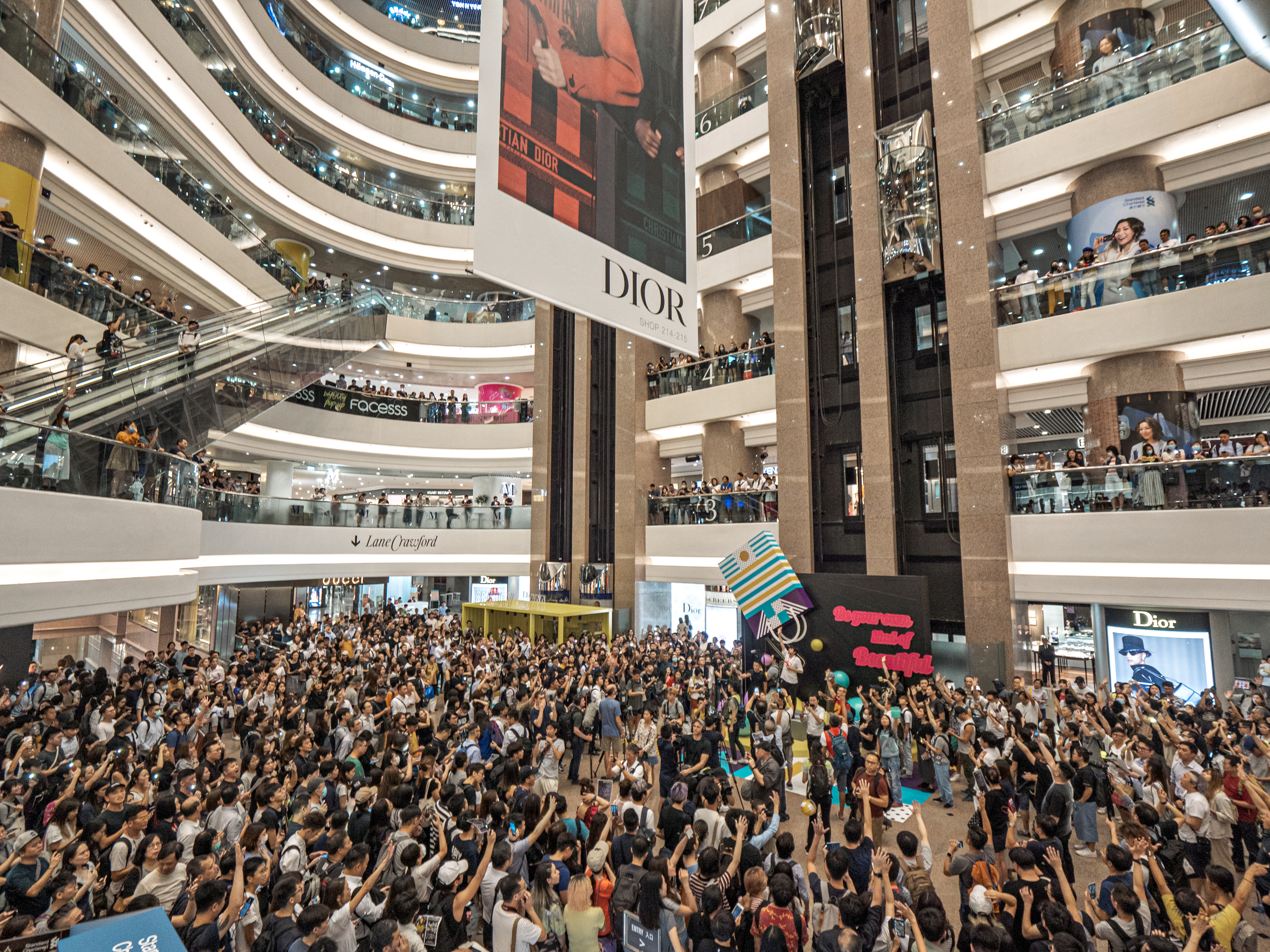
Mọi người hát bài "Nguyện vinh quang quy Hương Cảng" tại Quảng trường Thời đại, Đồng La Loan, tháng 9 năm 2019

Một bài thánh ca Kitô giáo "Sing Hallelujah to the Lord" được sáng tác năm 1974 đã trở thành "bài ca không chính thức" của các cuộc biểu tình chống dẫn độ và được hát tại nhiều địa điểm biểu tình. Vào ngày 11 tháng 6 năm 2019, một nhóm Kitô hữu bắt đầu hát giai điệu bốn dòng và giai điệu đơn giản tại Khu liên hợp chính quyền trung ương khi họ tổ chức một buổi cầu nguyện công khai vào đêm trước khi Hội đồng Lập pháp dự kiến bắt đầu đọc lần thứ hai về dự luật dẫn độ. Vào sáng ngày 12 tháng 6, do các mục sư dẫn đầu, họ đứng giữa đám đông và cảnh sát để giúp ngăn chặn bạo lực và cầu nguyện cho thành phố với bài thánh ca. Theo Pháp lệnh về trật tự công cộng của Hồng Kông, các cuộc tụ họp tôn giáo không được tính là "tụ họp" hoặc "tập hợp" và do đó khó khăn hơn cho cảnh sát. Bài tháng ca được hát liên tục trong suốt 10 giờ và một video về sự kiện này nhanh chóng trở nên lan truyền trên mạng. Các quan chức địa phương của Hồng Kông, nhiều người ủng hộ các nhà thờ ngầm ở Trung Quốc, ủng hộ các cuộc biểu tình. Hầu hết các nhà thờ thành phố có xu hướng tránh liên quan đến chính trị nhưng nhiều người lo lắng về tác động của dự luật dẫn độ đối với các Kitô hữu vì Trung Quốc đại lục không có luật tự do tôn giáo.
"Do You Hear the People Sing?", bài hát không chính thức của Phong trào Ô dù năm 2014, thường được hát trong cuộc biểu tình. Nó cũng được những người biểu tình hát trong trận bóng đá giao hữu giữa Manchester City và Kiệt Chí vào ngày 24 tháng 7 tại sân vận động Hồng Kông trong khi bản quốc ca Trung Quốc đang được chơi và nâng cao nhận thức của nước ngoài về tình hình trong thành phố.
Một nhóm các nhà soạn nhạc ẩn danh đã viết bài hát "Nguyện vinh quang quy Hương Cảng" (tiếng Trung: 願榮光歸香港), đã trở thành một chủ đề của cuộc biểu tình và được những người biểu tình coi là "quốc ca" không chính thức của thành phố. Vào ngày 10 tháng 9 năm 2019, những người ủng hộ đã hát bài hát này trong một trận bóng đá lần đầu tiên trong một trận đấu vòng loại FIFA World Cup với Iran. Trong cùng một đêm, bài hát đã được hát công khai tại hơn một chục trung tâm mua sắm trên khắp Hồng Kông. Được sáng tác bởi Thomas dgx, bài hát đã được dịch sang nhiều ngôn ngữ. Lời bài hát của nó, bao gồm cụm từ "Quang phục Hương Cảng, thời đại cách mạng", chủ yếu được viết bởi những người sử dụng LIHKG. Video âm nhạc của bài hát bao gồm các cảnh trình diễn và được tải lên YouTube vào ngày 31 tháng 8 năm 2019. Một số trang bìa, bao gồm một buổi biểu diễn opera tiếng Quảng Đông, cũng đã được phát hành. Một phiên bản có dàn nhạc 150 người trở thành video âm nhạc được xem nhiều nhất trên YouTube vào năm 2019 tại Hồng Kông.
Người biểu tình cũng đã hát bài quốc ca nước Anh "Chúa phù hộ Nữ hoàng" và bài quốc ca của Mỹ, "Lá cờ lấp lánh ánh sao", trong khi tuần hành bên ngoài tổng lãnh sự quán các nước đó để kêu gọi chính phủ giúp đỡ.
Người Hồng Kông cũng đã sáng tác một số bản nhạc gốc. Các rapper và ban nhạc địa phương đã phát hành những bài hát chỉ trích chính phủ và cảnh sát. Video âm nhạc phổ biến thứ chín trên YouTube ở đặc khu này có tên là "Hòa Nhĩ Phi" (tiếng Trung: 和你飛, có giai điệu nội tâm và tập trung vào những người biểu tình chán nản và kiệt sức đã phải đối mặt trong các cuộc biểu tình. Lời bài hát kêu gọi người biểu tình hãy đoàn kết trong thời điểm khó khăn. Tên bài hát ám chỉ đến lần biểu tình ngồi vào tháng 7 năm 2019 tại Sân bay Quốc tế Hồng Kông có tên là "Bay cùng bạn", bản thân nó là một trò chơi chữ của "những người biểu tình ôn hòa, lý trí và không bạo lực". Một remix của bài hát "Chandelier" của Sia có tựa đề "Fat Mama Has Something To Say" (tiếng Trung: 肥媽有話兒) nhanh chóng thu hút sự chú ý. Nó được phối lại bằng một bài phát biểu của Maria Cordero tại một cuộc biểu tình của cảnh sát, chỉnh sửa, sắp xếp lại và tự động điều chỉnh để uốn cong bài hát của cô ấy, với lời bài hát được thay thế bằng lời hùng biện chống cảnh sát.

### Biểu ngữ trên đỉnh núi
Theo cách tương tự như những gì đã xảy ra trong cuộc Cách mạng Ô dù, các nhà hoạt động đã treo các biểu ngữ lớn lên núi Sư Tử Sơn, một địa danh tự nhiên mang tính biểu tượng hướng ra Cửu Long mang và bản sắc đặc biệt của Hồng Kông. Vào tháng 6 năm 2019, Liên minh Dân chủ Xã hội (LSD) đã phô trương biểu ngữ tố cáo dự luật dẫn độ. Vào ngày 20 tháng 8 năm đó, một nhóm người biểu tình khác đã giương cao biểu ngữ "Phản đối bạo lực thể chế, tôi muốn quyền phổ thông đầu phiếu thực sự" lên trên núi; tuy nhiên, biểu ngữ đã được gỡ bỏ bởi lính cứu hỏa. Sau đó, bức tượng Nữ thần Dân chủ Hồng Kông đã được đưa trên đỉnh Sư Tử Sơn vào ngày 14 tháng 10 trước khi bị các nhà hoạt động ủng hộ Bắc Kinh phá hủy vào ngày hôm sau. Ngoài ra, các biểu ngữ khác được treo trên Bút Giá Sơn, Ma Quỷ Sơn, và Phi Nga Sơn.

### Lá cờ và biểu tượng
Một số người biểu tình vẫy cờ Hoa Kỳ để ủng hộ việc giới thiệu Đạo luật Nhân quyền và Dân chủ Hồng Kông, một dự luật do Quốc hội Hoa Kỳ đề xuất. Còn những người khác vẫy lá quốc kì Anh Quốc, Trung Hoa Dân Quốc (Đài Loan), và Nam Phi. Cờ long sư kỳ được Hồng Kông sử dụng trong thời kỳ thuộc địa cũng được nhìn thấy trong các cuộc biểu tình, mặc dù việc sử dụng nó thường bị chỉ trích. Một số người biểu tình, tuyên bố họ được cảm hứng từ cuộc Cách mạng Ukraine năm 2014, cũng đã vẫy lá cờ Ukraine. Một thứ khác thường xuyên xuất hiện là Estelada, lá cờ không chính thức của phong trào độc lập của xứ Catalonia, vốn là nguồn cảm hứng; các cuộc mít tinh song song thể hiện sự đoàn kết giữa các phong trào đã được tổ chức ở hai khu vực.
Người biểu tình đã tạo ra một phiên bản của Khu kì Hồng Kông mô tả một bông hoa dương tử kinh héo hoặc đẫm máu. Một phiên bản màu đen và trắng của cờ Hồng Kông, được gọi là "hắc dương tử kinh", cũng đã được nhìn thấy trong các cuộc biểu tình.
Ba Đâu Thảo, một họa sĩ truyện tranh và nhà bất đồng chính trị Trung Quốc, đã thiết kế Lá cờ bức tường Lennon, một biểu tượng của phong trào dân chủ ở Hồng Kông. Theo anh, lá cờ đó được lấy cảm hứng từ bức tường Lennon ở Hồng Kông. Nó bao gồm 96 ô vuông màu tượng trưng cho các ghi chú sau nó trên các bức tường: Số 96 tượng trưng cho năm 1996, một năm trước khi bàn giao chủ quyền Hồng Kông. "Mỗi màu trên cờ là một giọng nói khác nhau. Và mọi giọng nói đều xứng đáng với vị trí của nó ở Hồng Kông, " Ba nói.
Lá cờ "Chinazi" (tiếng Trung: 赤納粹, xích nạp túy), là một từ ghép giừa "Trung Quốc" và "phát xít", được tạo ra bằng cách kết hợp Quốc kỳ Cộng hòa Nhân dân Trung Hoa với Đảng kỳ Đảng Quốc xã để đưa ra so sánh giữa chính phủ nước Đức những năm 1933 – 1945. Lá cờ biến thể này bao gồm các ngôi sao vàng tạo thành hình chữ vạn của Đức quốc xã trên nền đỏ và thay thế các ngôi sao vàng trên lá cờ Trung Quốc. Nhà báo và nhà bình luận chính trị người Mỹ Nicholas Kristof đã đề cập đến graffiti ở Hồng Kông phản đối kịch liệt ảnh hưởng của 'Chinazi' trên tờ New York Times. Luật sư Lawrence Ma, thành viên Tỉnh ủy Sơn Tây của Hội nghị Hiệp thương Chính trị Nhân dân Trung Quốc (CPPPC) có quốc tịch Úc, cho biết người sử dụng lá cờ này đã vi phạm Mục 4 Pháp lệnh Quốc kỳ và Quốc huy.
Những người thân Bắc Kinh đã sử dụng quốc kỳ Trung Quốc làm biểu tượng chính của họ. Một số người nổi tiếng Hồng Kông và Hoa lục tự xưng là "người bảo vệ lá cờ" sau khi người biểu tình ném một số lá cờ Trung Quốc xuống biển vào tháng 8 năm 2019.

### Trỉnh diễn ánh sáng
Việc sử dụng bút laser đã trở nên phổ biến sau vụ bắt giữ Chủ tịch Hội Sinh viên HKBU, Fong Chung-yin. Vào ngày 7 tháng 8 năm 2019, một nhóm người biểu tình đã tập trung tại Bảo tàng Vũ trụ Hồng Kông và dùng bút laser chiếu lên bức tường của bảo tàng; một số khẩu hiệu hô vang như "cách mạng bút laser" và nói đùa "Tòa nhà đã cháy chưa?". Cuộc tập hợp laser được tổ chức sau khi cảnh sát kết luận bút laser là "vũ khí tấn công" có thể gây ra hỏa hoạn. Một số người biểu tình đã mang kiếm ánh sáng đồ chơi trong phim Star Wars để chế giễu mô tả của cảnh sát về bút laser là "súng laser".
Trong chiến dịch chuỗi con người Hồng Kông và trong thời gian Trung thu, những người đi bộ đường dài và những người chạy bộ đã leo lên đỉnh Sư Tử Sơn và chiếu đèn vào thành phố bằng đèn pin điện thoại di động và con trỏ laser. Trong cuộc biểu tình #MeToo vào tháng 8 năm 2019, những người biểu tình đã chiếu đèn pin màu tím bằng điện thoại của họ để cho thấy các nạn nhân hỗ trợ của họ.

### Mặt nạ phản kháng và đồ thủ công
Người biểu tình bắt đầu gấp những con hạc origami có tên là "freenix" (tiếng Trung: 自由鳥, tự do điểu), và được xem như một biểu tượng của hòa bình và hy vọng. Trong các lễ hội Trung thu, cư dân Hồng Kông đã chế tác những chiếc đèn lồng mang thông điệp khích lệ người biểu tình.
Mặc dù chính phủ thực thi luật cấm che mặt bằng cách sử dụng Pháp lệnh Quy định khẩn cấp, nhưng người biểu tình vẫn tiếp tục đeo mặt nạ trong các cuộc biểu tình và biểu tình. Người biểu tình không chỉ sử dụng các loại khẩu trang y tế bình thường, mà họ còn đeo mặt nạ in hình Lâm Trịnh Nguyệt Nga, Tập Cận Bình, và nhân vật hoạt hình như Ếch Pepe và Winnie the Pooh, mà đã bị cấm ở Trung Quốc sau khi người sử dụng internet so sánh Tập với gấu Pooh. Người biểu tình đeo mặt nạ Guy Fawkes mỉm cười được miêu tả trong tiểu thuyết V for Vendetta, đã trở thành nguồn cảm hứng và chiếc mặt nạ được coi là biểu tượng chống độc tài. Đối với một cuộc tuần hành vào ngày Nhân quyền, ngày 8 tháng 12 năm 2019, một nhóm các nhà hoạt động do Simon Lau dẫn đầu đã tham gia vào đám đông đeo mặt nạ đầy màu sắc có hình Pepe, một con lợn, và shiba inu. Trong khoảng thời gian 10 ngày, nhóm của Lau đã đúc 117 mặt nạ sợi thủy tinh quá khổ, mỗi mặt mang "một câu chuyện về sự đau khổ của người dân Hồng Kông".

## Bộ sưu tập

### Nghệ thuật biểu tình

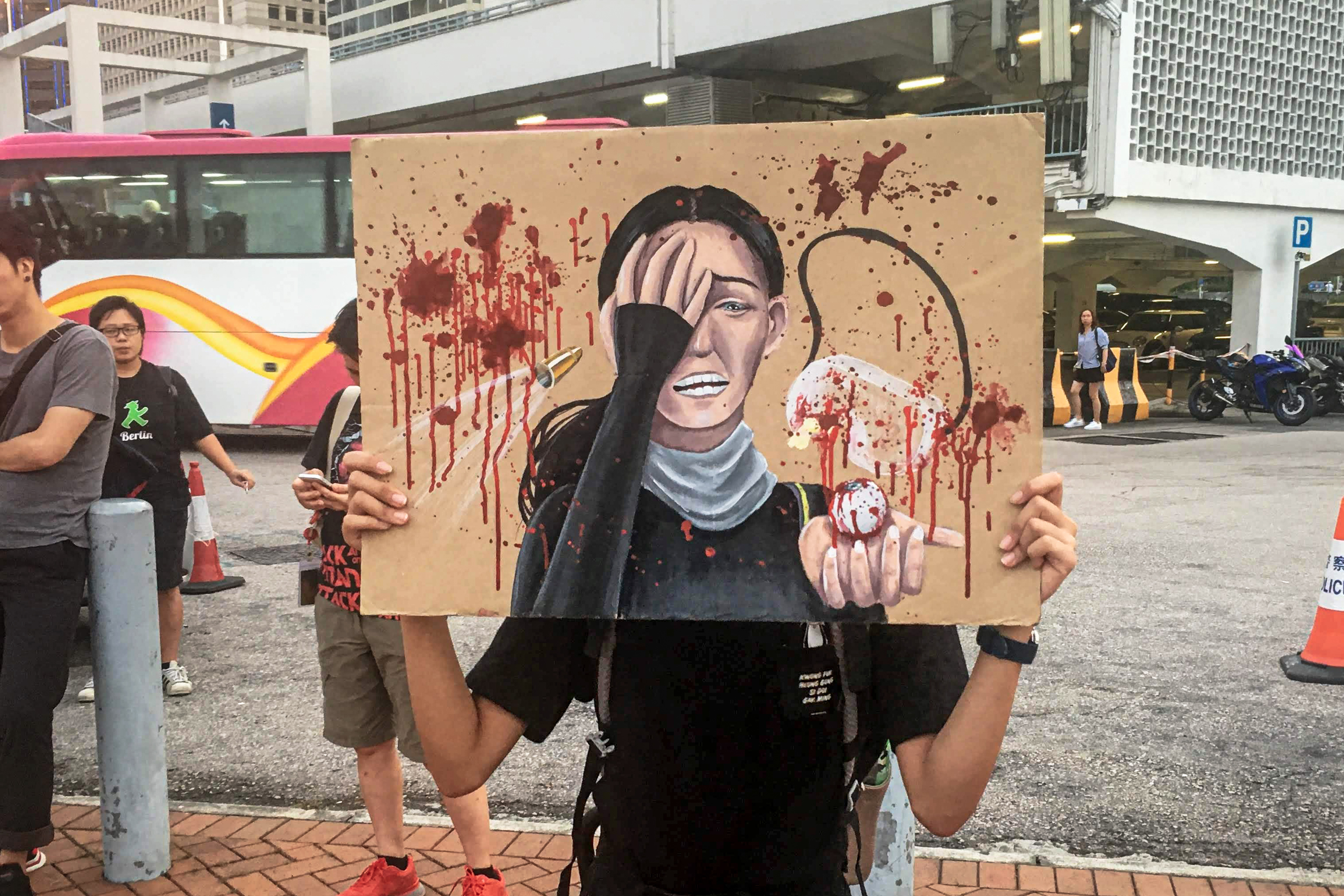
Ảnh minh họa ám chỉ sự kiện ngày 11 tháng 8 khi cảnh sát bị cáo buộc bắn vào mắt của một nữ biểu tình bằng viên đạn đậu
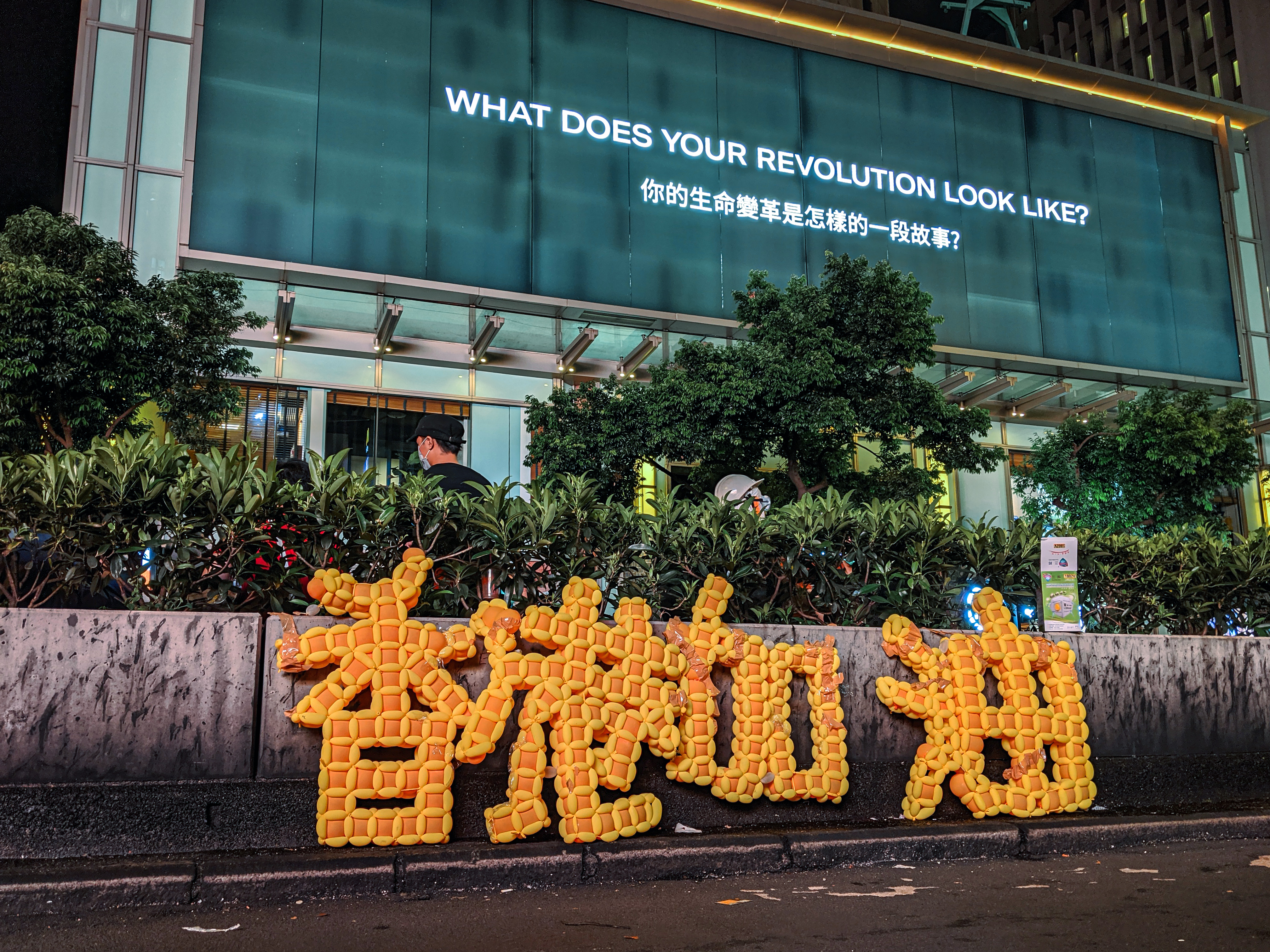
Thông điệp phản đối được viết bằng mô hình khí cầu, tháng 8 năm 2019
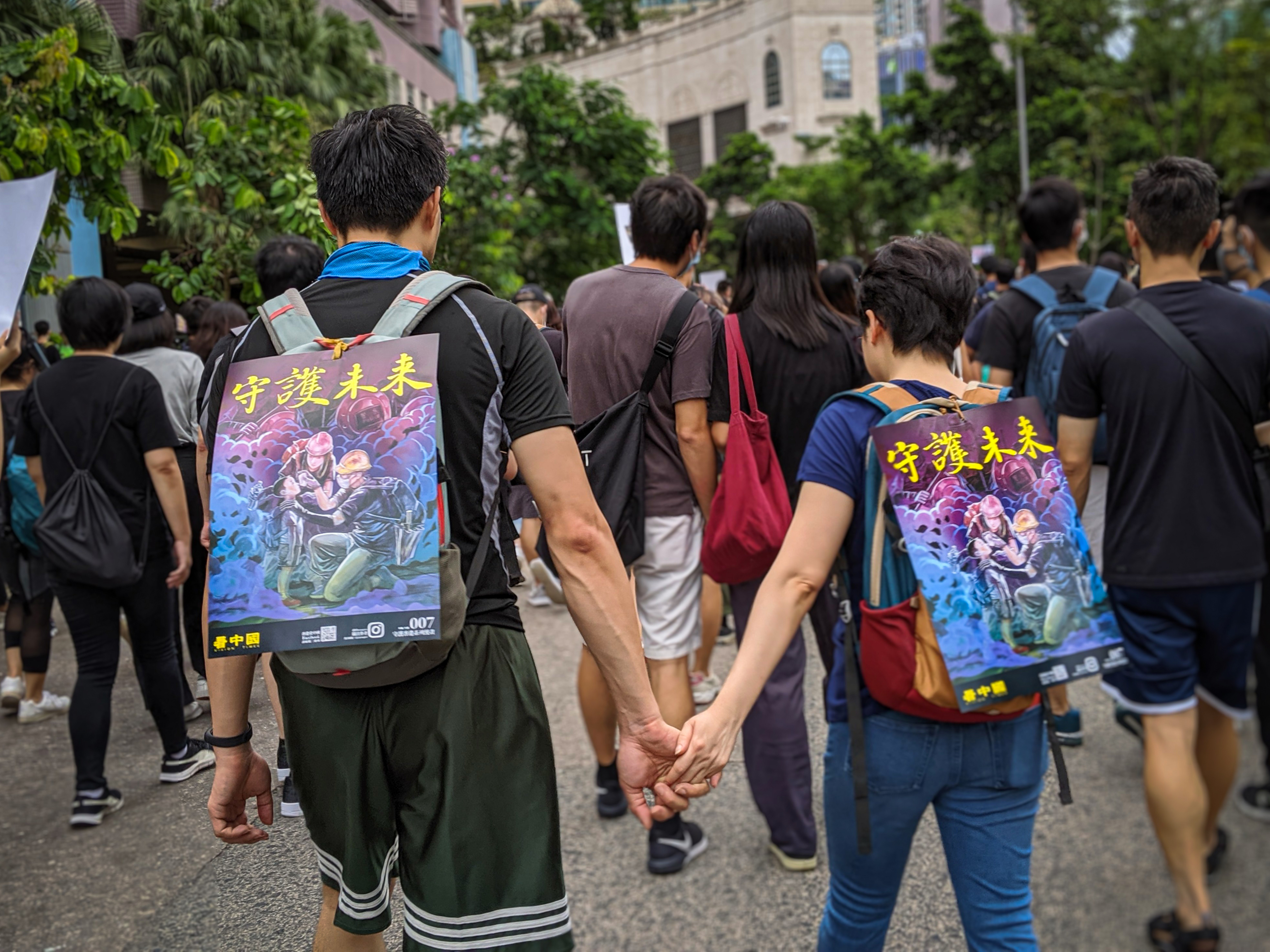
Tác phẩm nghệ thuật phản kháng gắn vào ba lô, tháng 8 năm 2019. Từ tiếng Trung có nghĩa là "Bảo vệ tương lai".
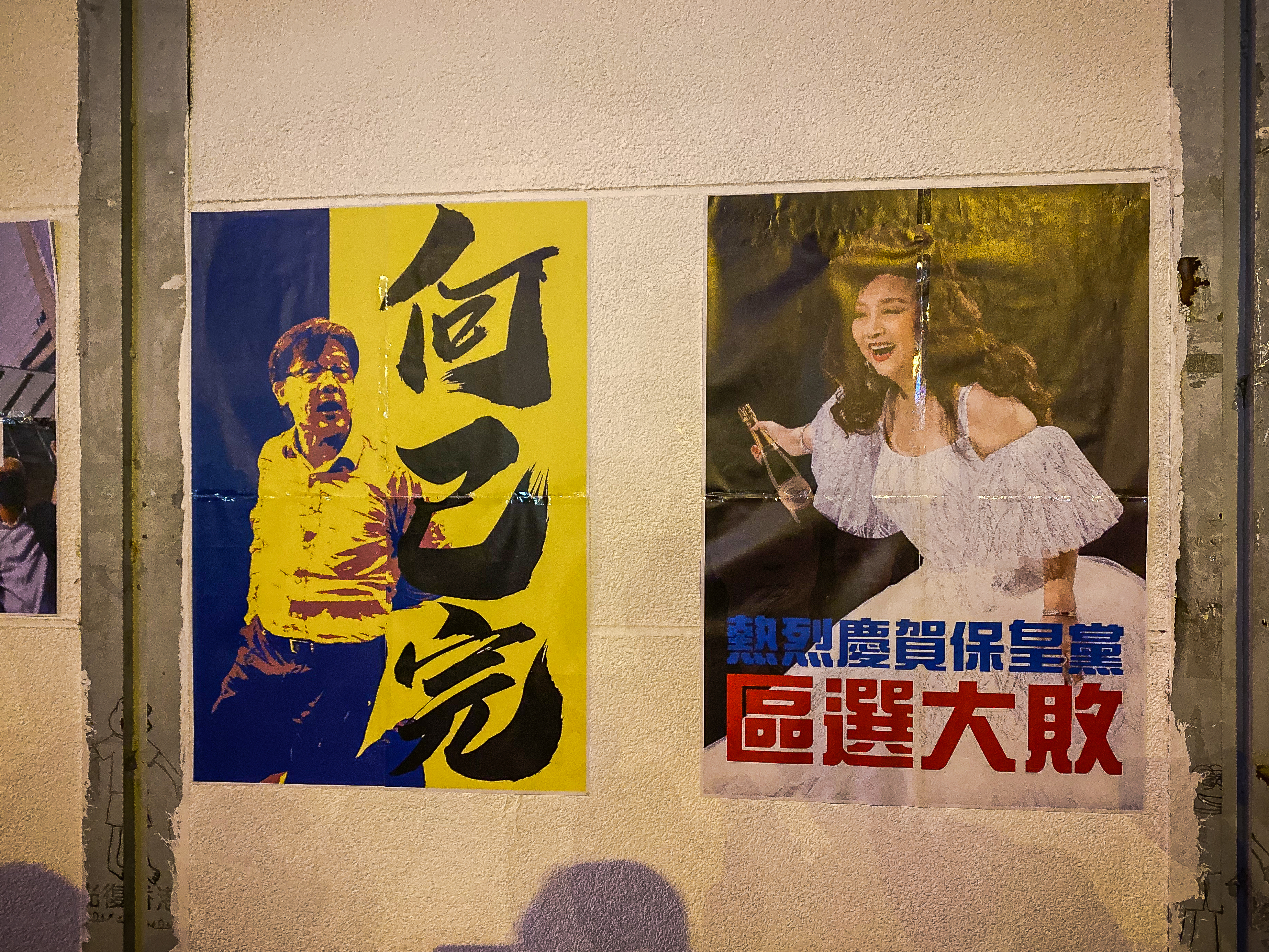
Người biểu tình "ăn mừng" thất bại bầu cử của phe thân Bắc Kinh sau cuộc bầu cử Hội đồng quận Hồng Kông, tháng 11 năm 2019

### Bức tường Lennon

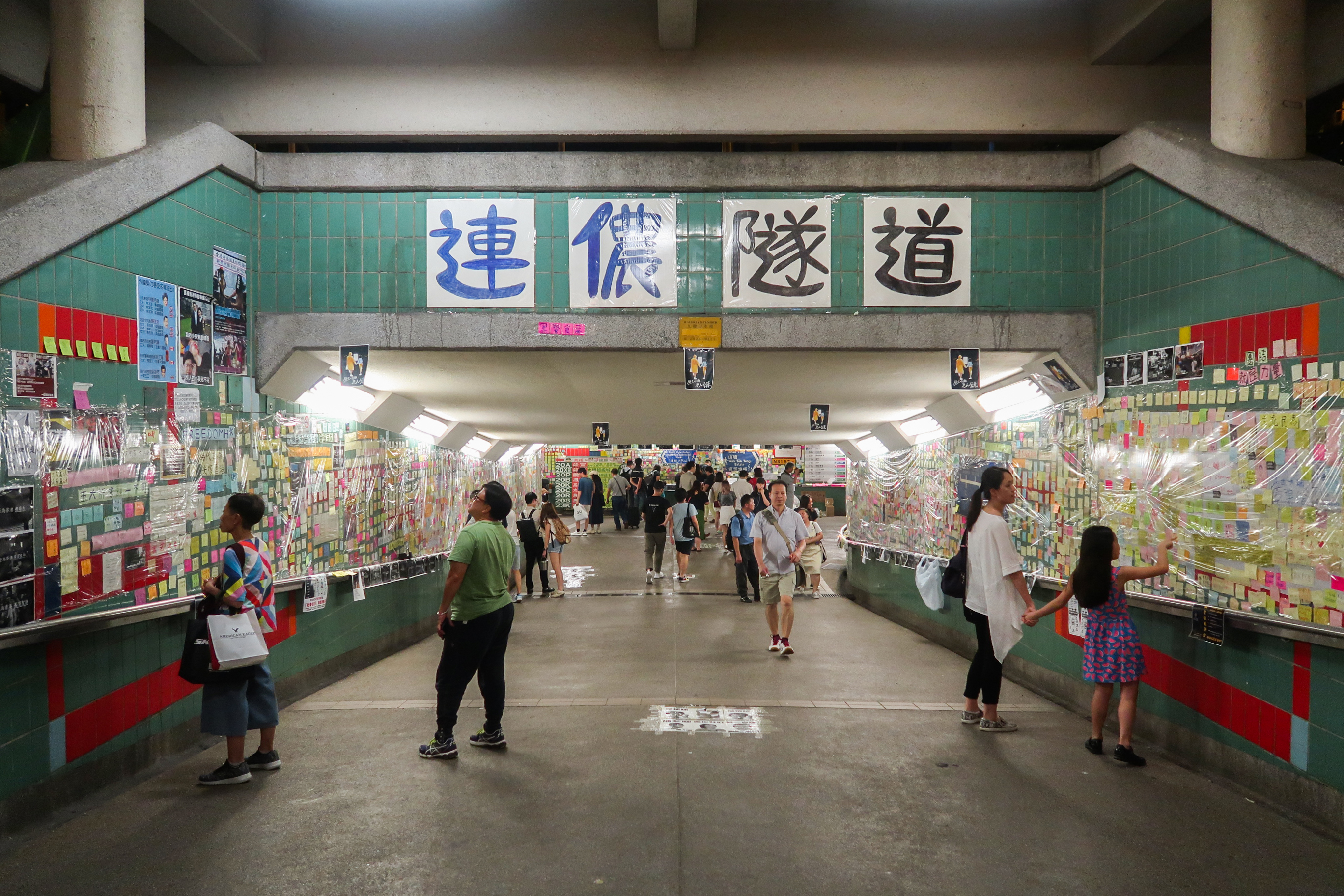
Một đường hầm gần nhà ga MTR Đại Bộ Khư, được đặt tên là "Đường hầm Lennon", tháng 7 năm 2019
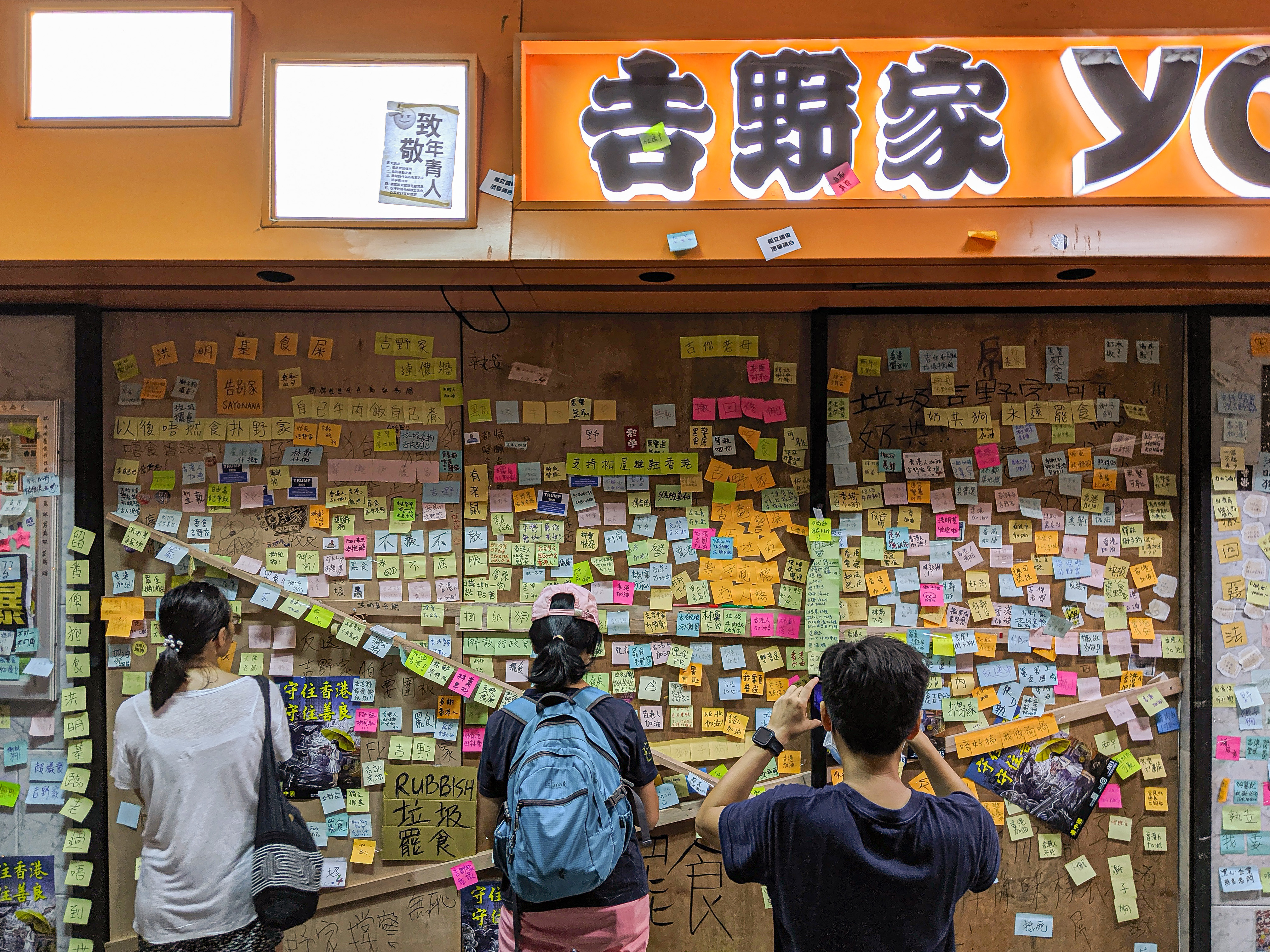
Bức tường Lennon bên ngoài cửa hàng thức ăn nhanh Yoshinoya ở Hồng Kông, phản đối quyết định quảng cáo của họ
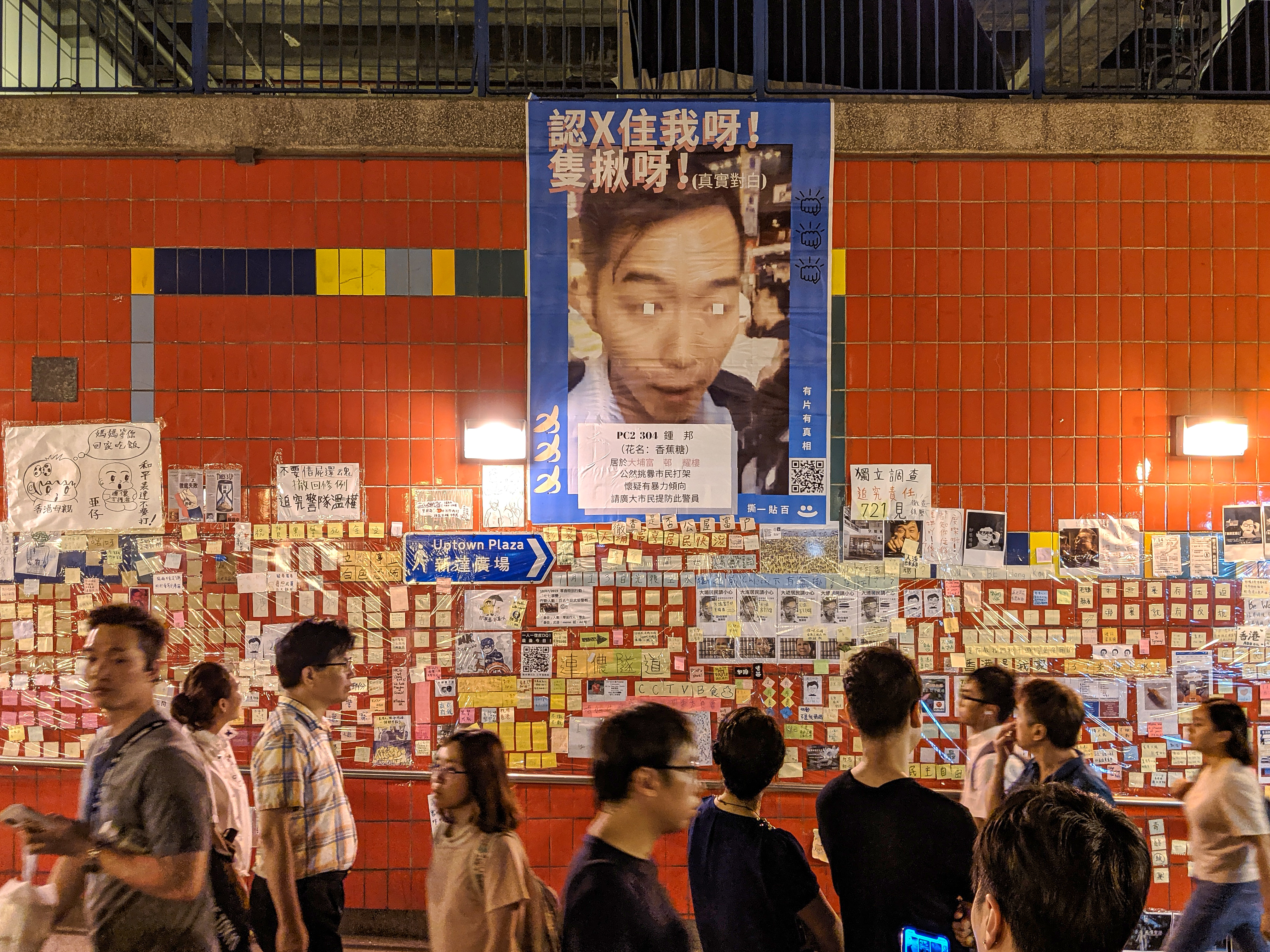
Bức tường Lennon Đại Bộ. Tấm áp phích ở giữa chỉ trích một sĩ quan tên là Dũng
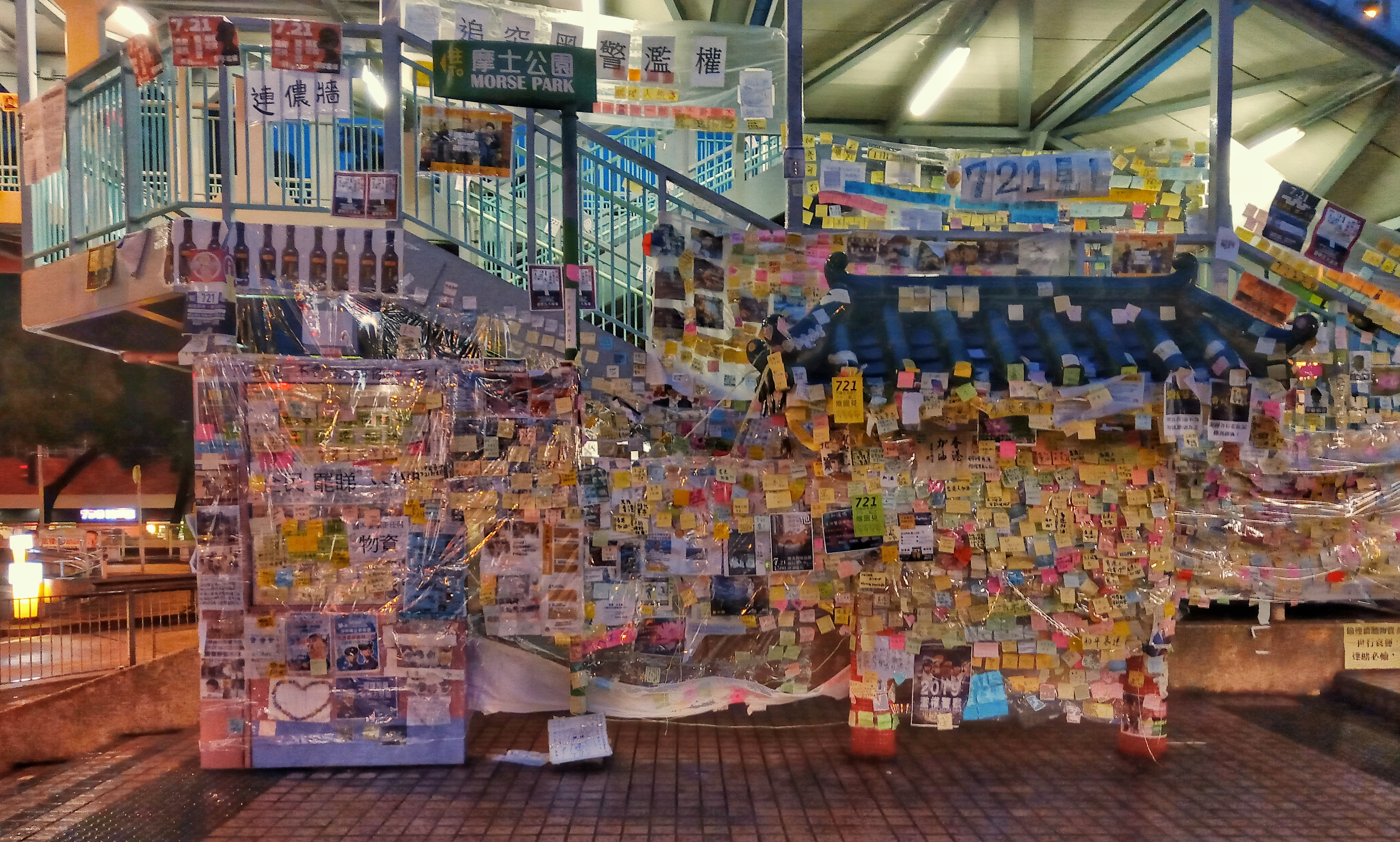
Một bức tường Lennon ở Lạc Phú, được phủ bằng tấm nilon, tháng 7 năm 2019
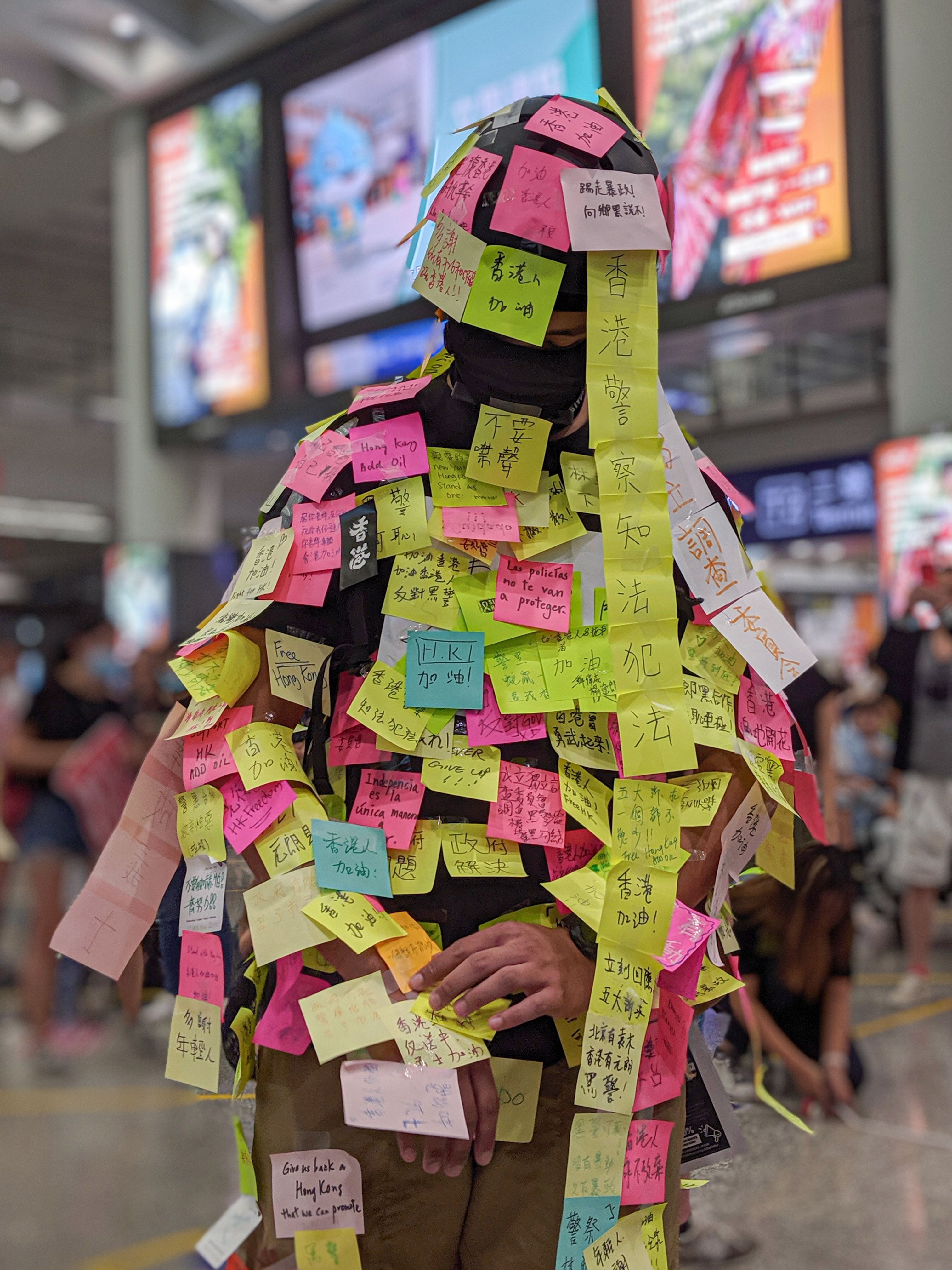
Bức tường Lennon trên người trong lúc ngồi ở sân bay, tháng 7 năm 2019
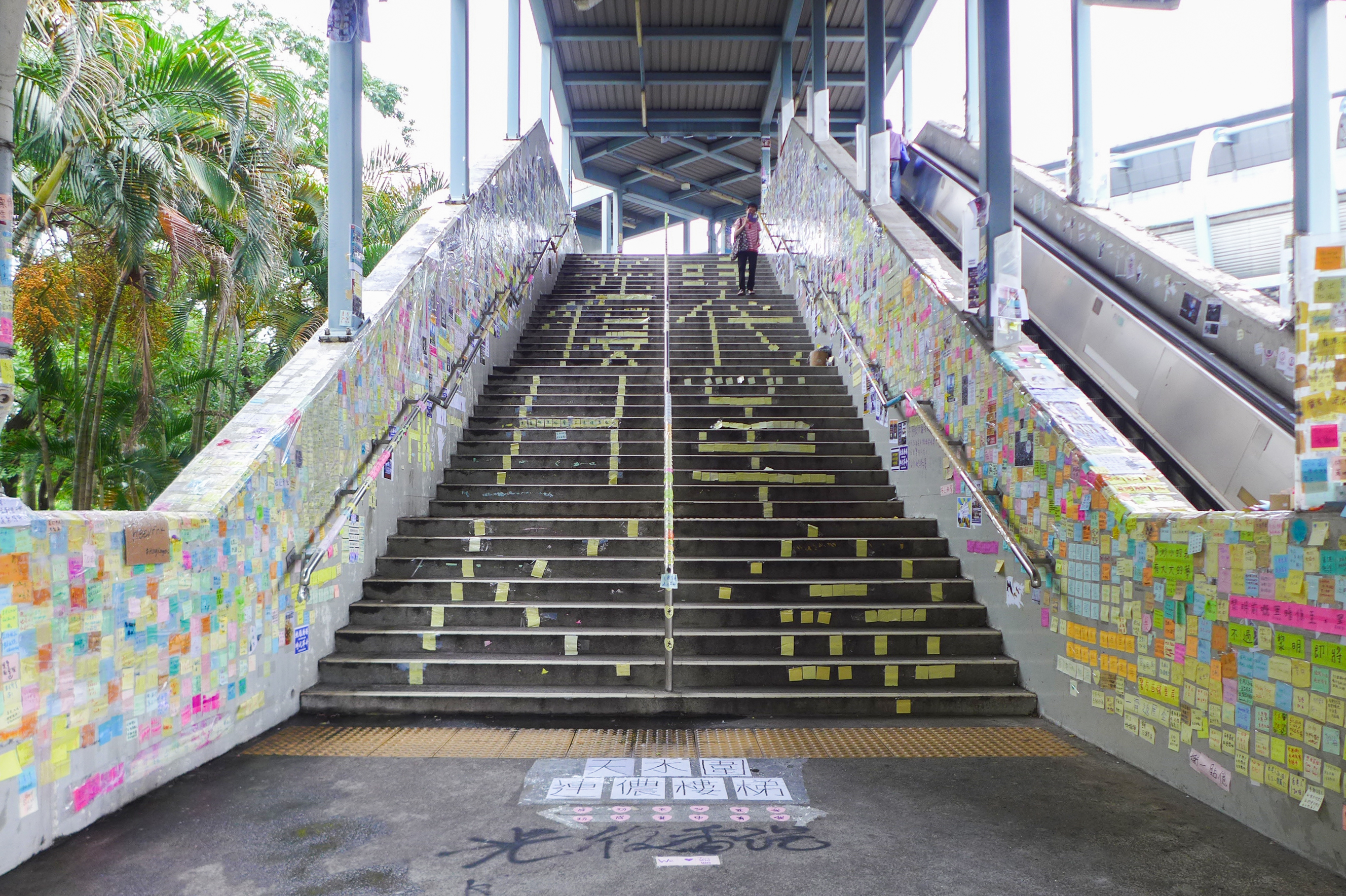
Bức tường Lennon ở Thiên Thủy Vi, tháng 8 năm 2019
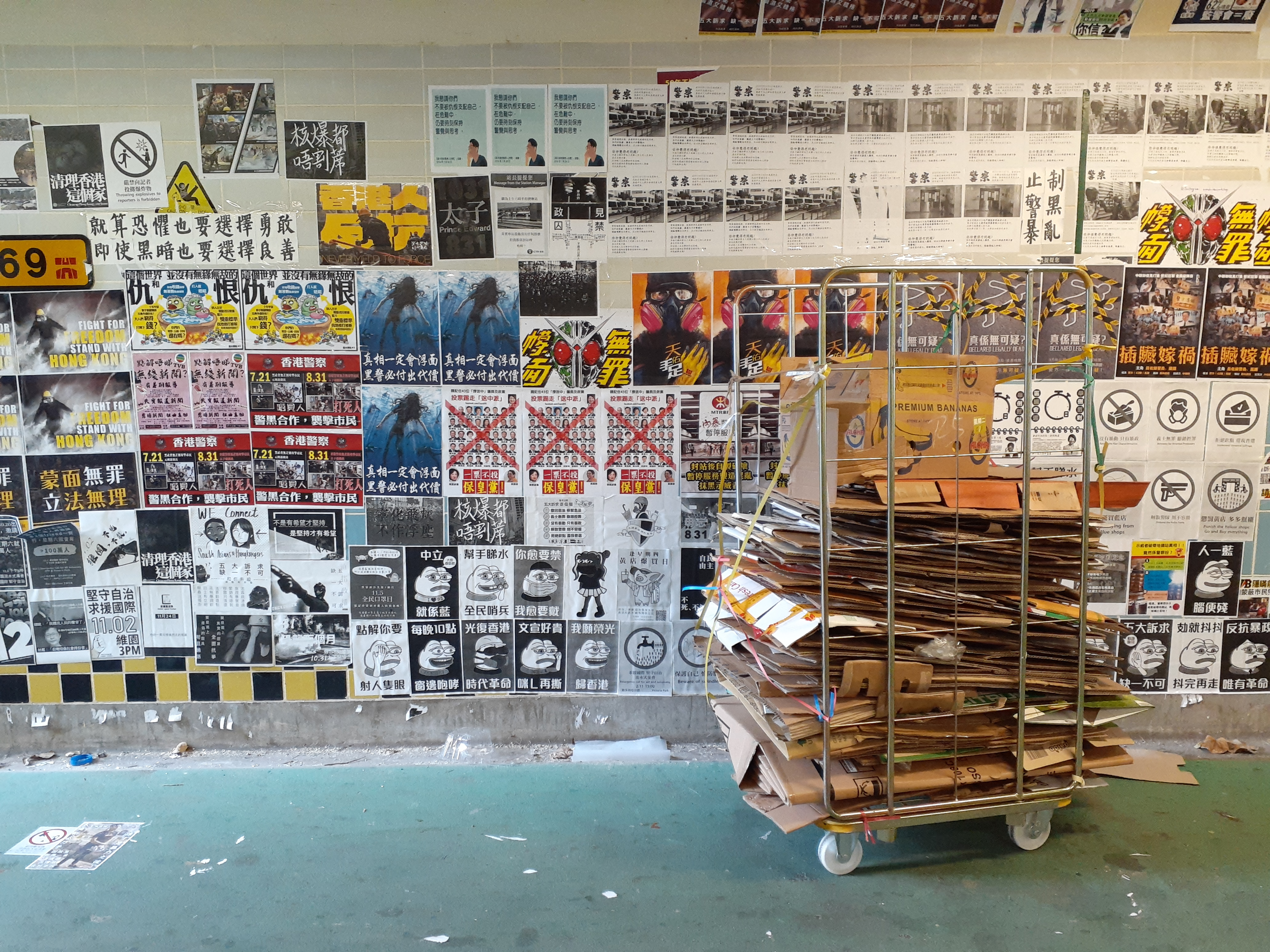
Nghệ thuật phản kháng trên Bức tường Lennon ở Điều Cảnh Lĩnh, tháng 11 năm 2019

### Biểu tượng

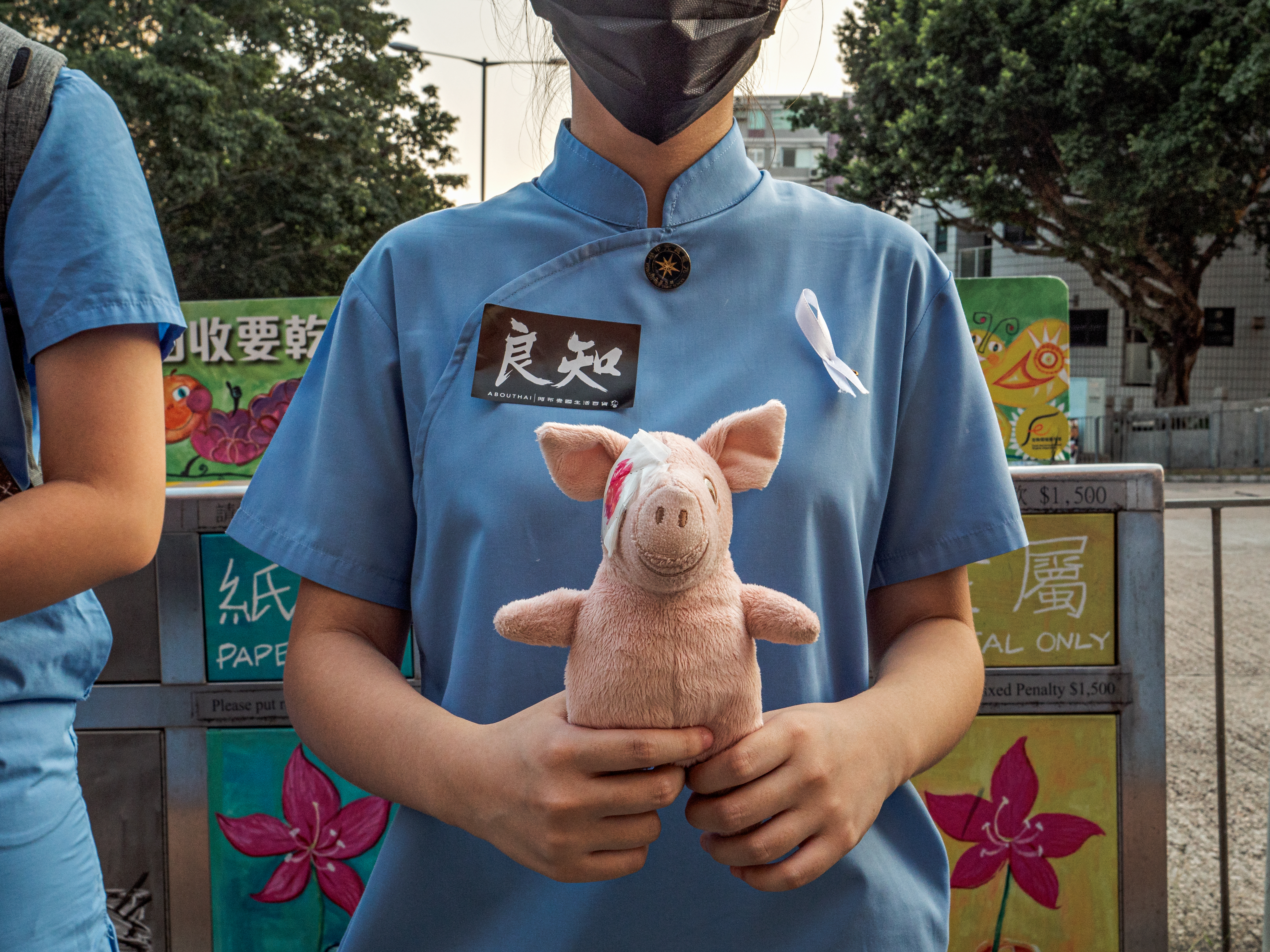
Một học sinh cầm một con thú nhồi bông LIHKG. Vết thương của con lợn ám chỉ đến sự kiện ngày 11 tháng 8.
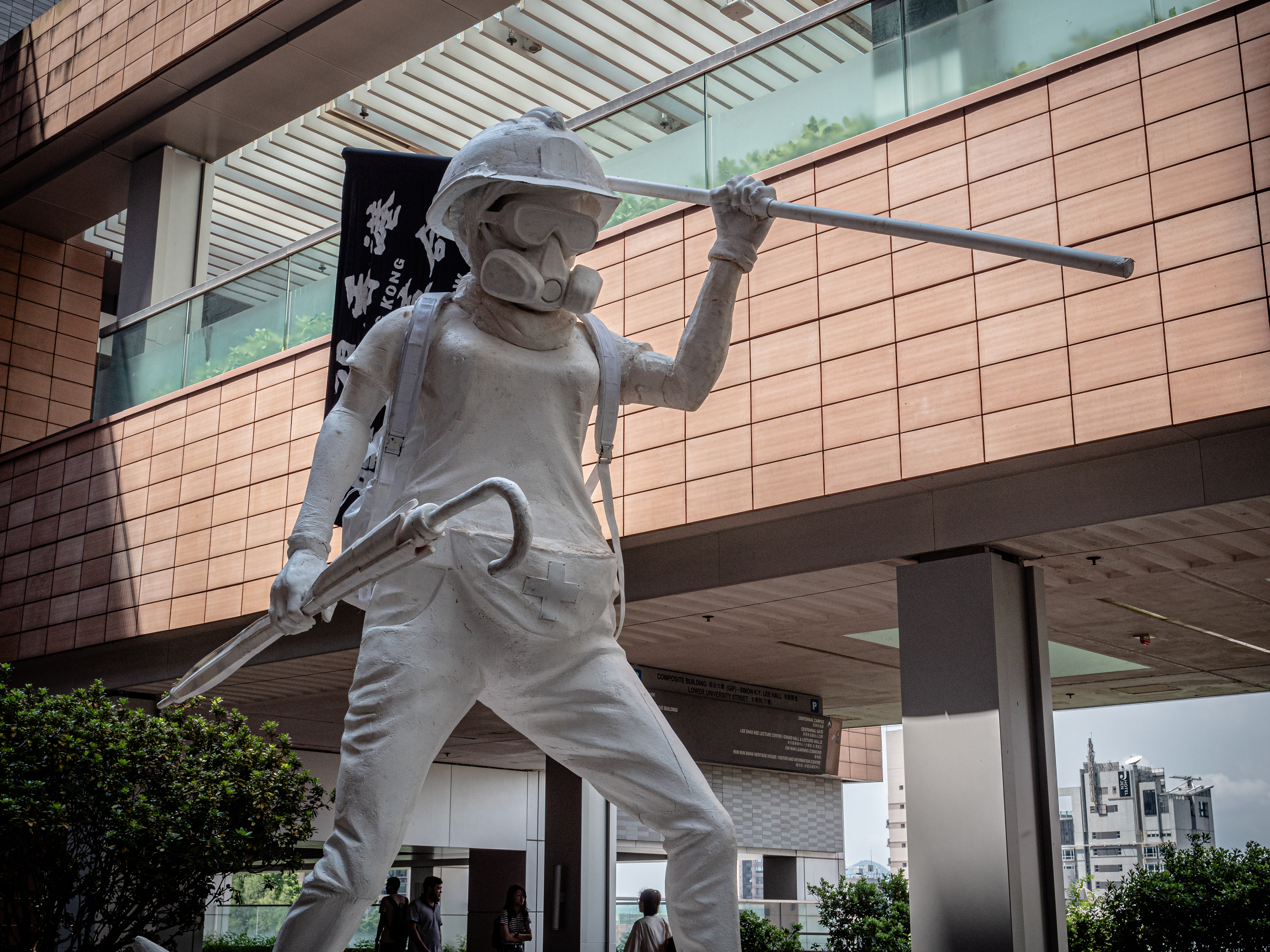
Tượng Nữ thần Dân chủ Hồng Kông bên trong khuôn viên trường Đại học Hồng Kông, tháng 9 năm 2019
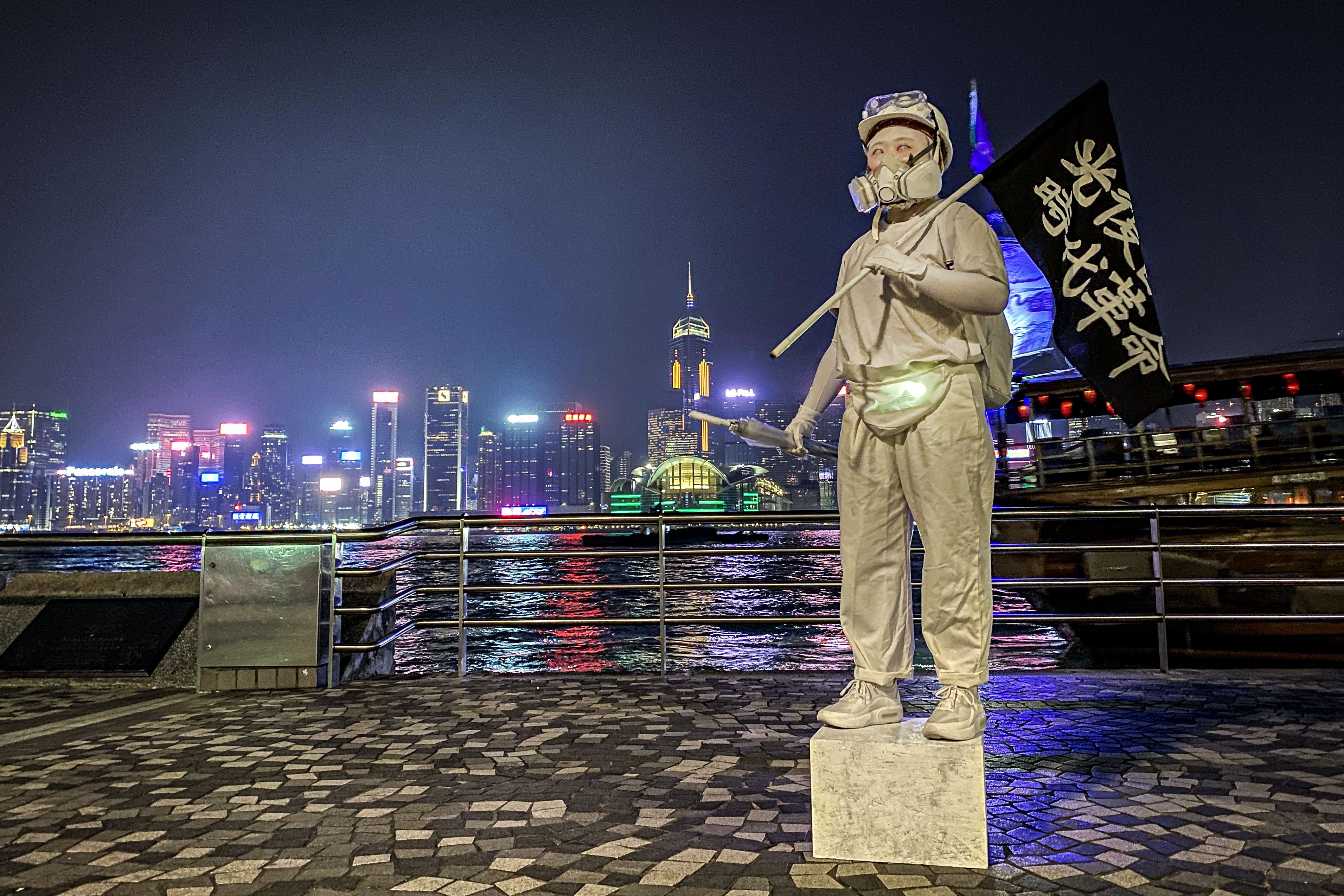
Một người cosplay thành tượng Nữ thần Dân chủ Hồng Kông tại Tiêm Sa Chủy, tháng 10 năm 2019
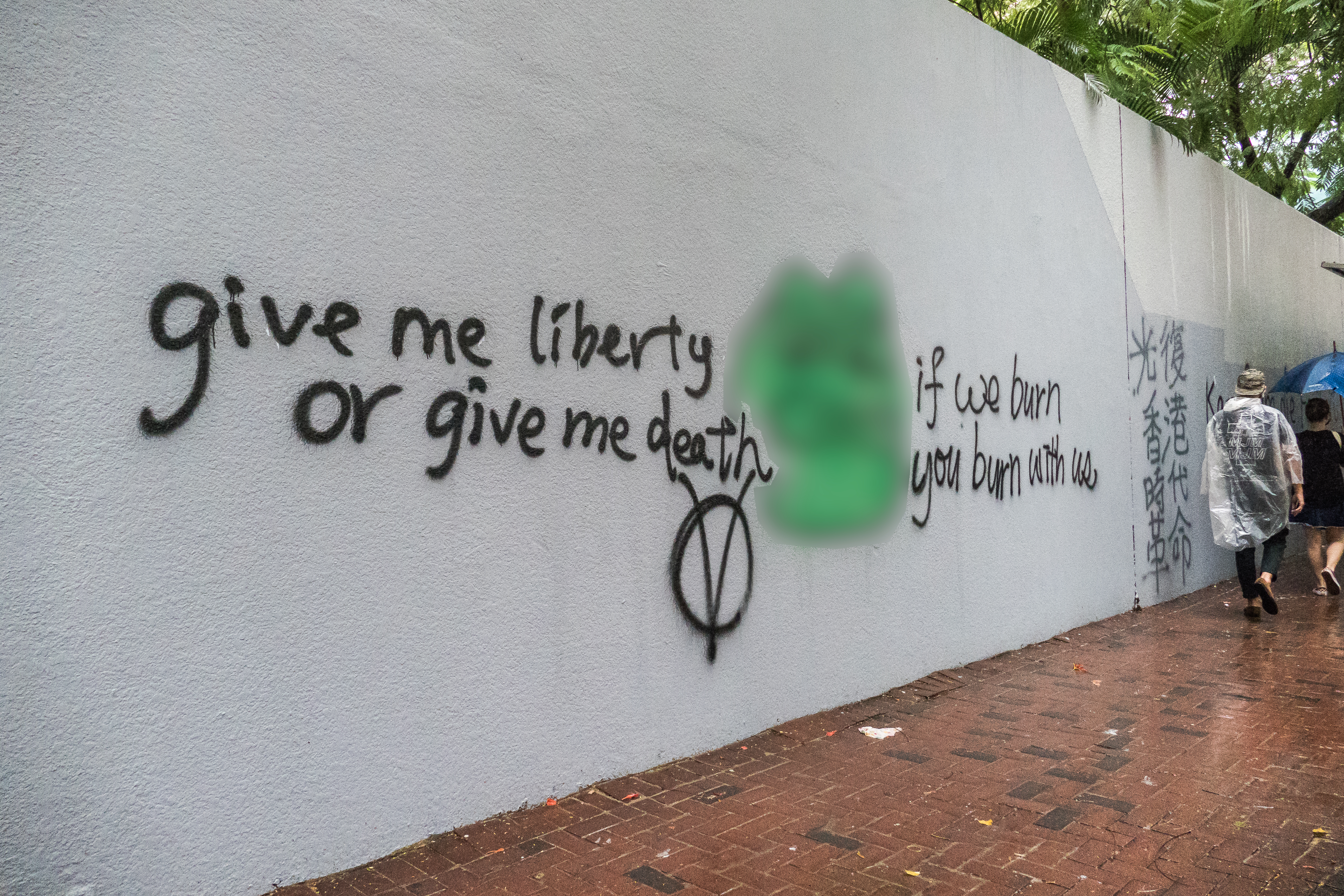
Ếch Pepe như một graffito bên cạnh câu nói nổi tiếng "Hãy cho tôi tự do hoặc cho tôi cái chết", tháng 10 năm 2019

### Lá cờ

Lá cờ "hắc dương tử kinh" (có cánh hoa héo)
Lá cờ "Chinazi"
Lá cờ Bức tường Lennon, một lá cờ được đề xuất thay thế cho cờ hắc dương tử kinh
Một lá cờ mang khẩu hiệu "Quang phục Hương Cảng, thời đại cách mạng" từ tháng 6 năm 2019

### Trình diễn ánh sáng

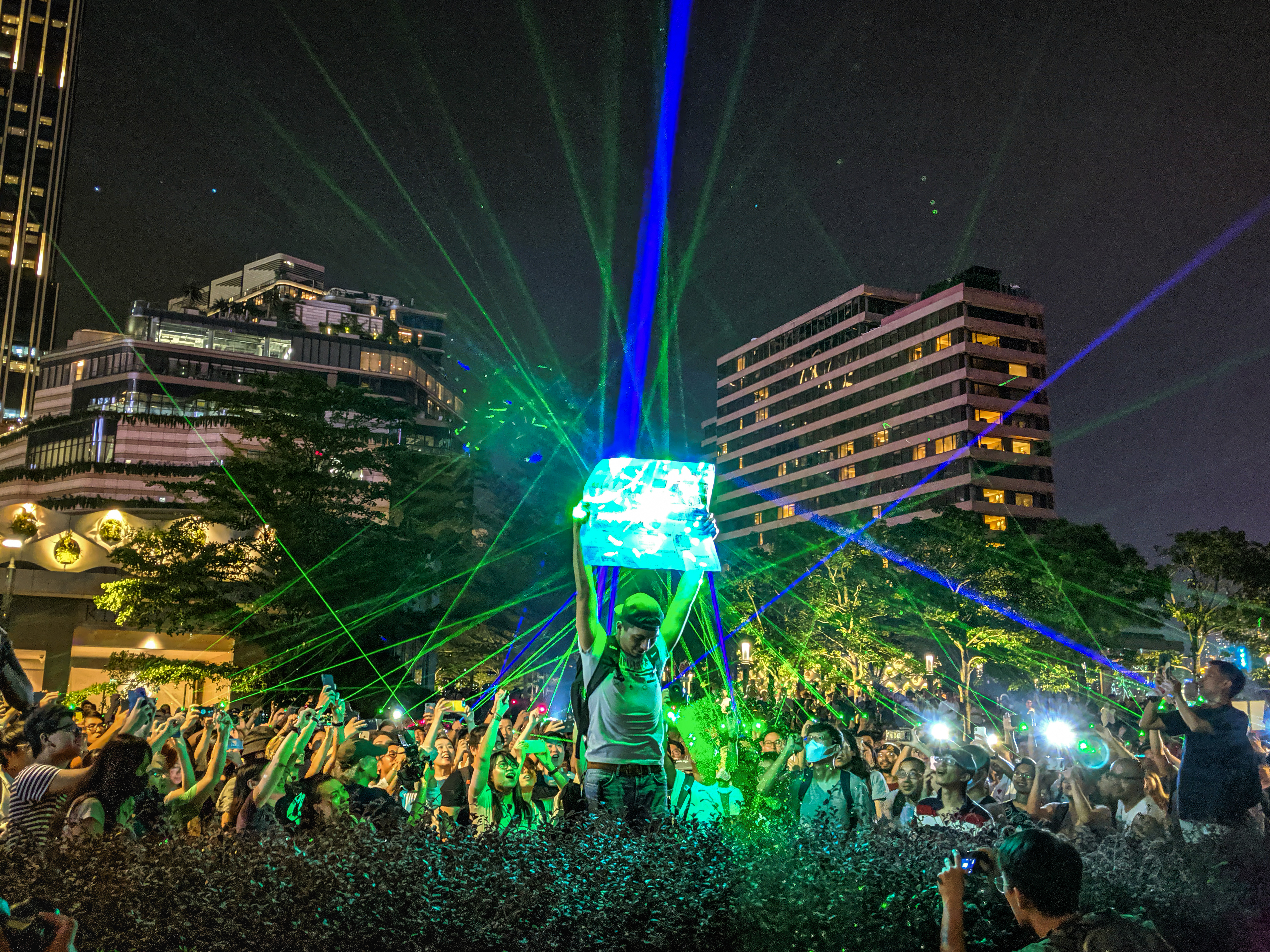
Người biểu tình dùng bút laser chiếu vào một tờ báo chế giễu cuộc biểu tình của cảnh sát
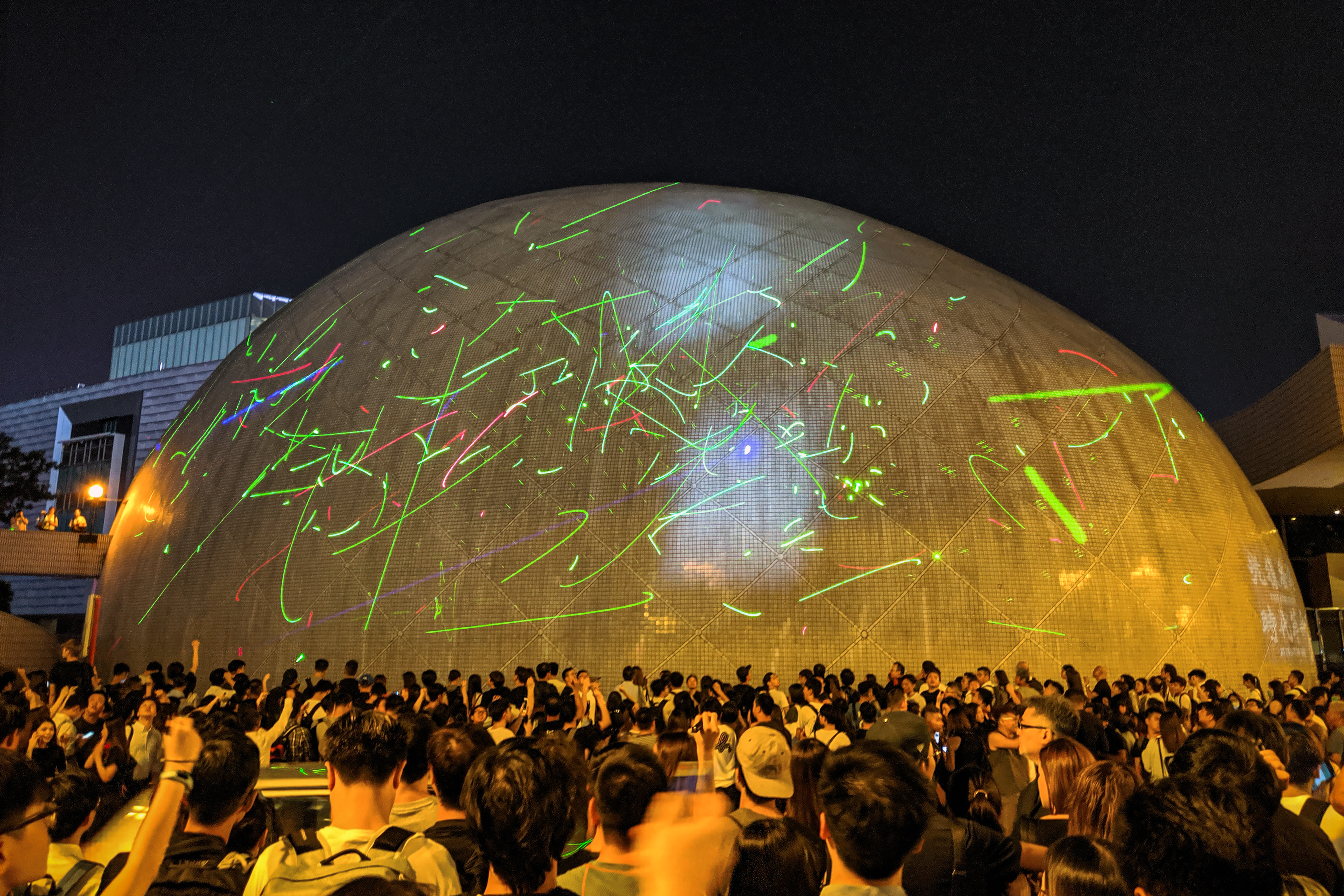
Người biểu tình chiếu đèn laser vào bên ngoài Bảo tàng Vũ trụ Hồng Kông, tháng 8 năm 2019
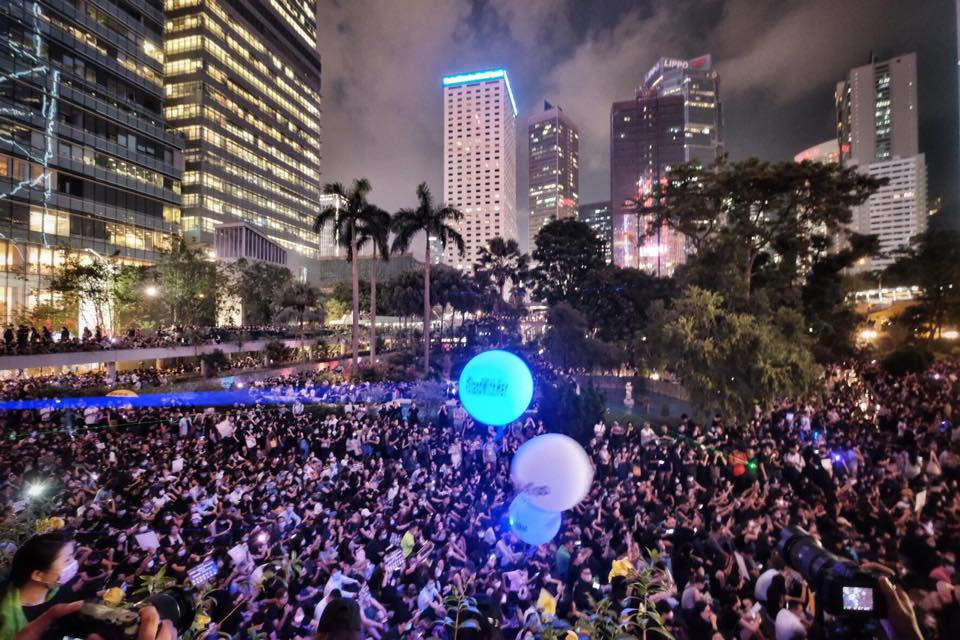
Hàng ngàn người biểu tình đã tập trung tại Chater Garden, tháng 8 năm 2019
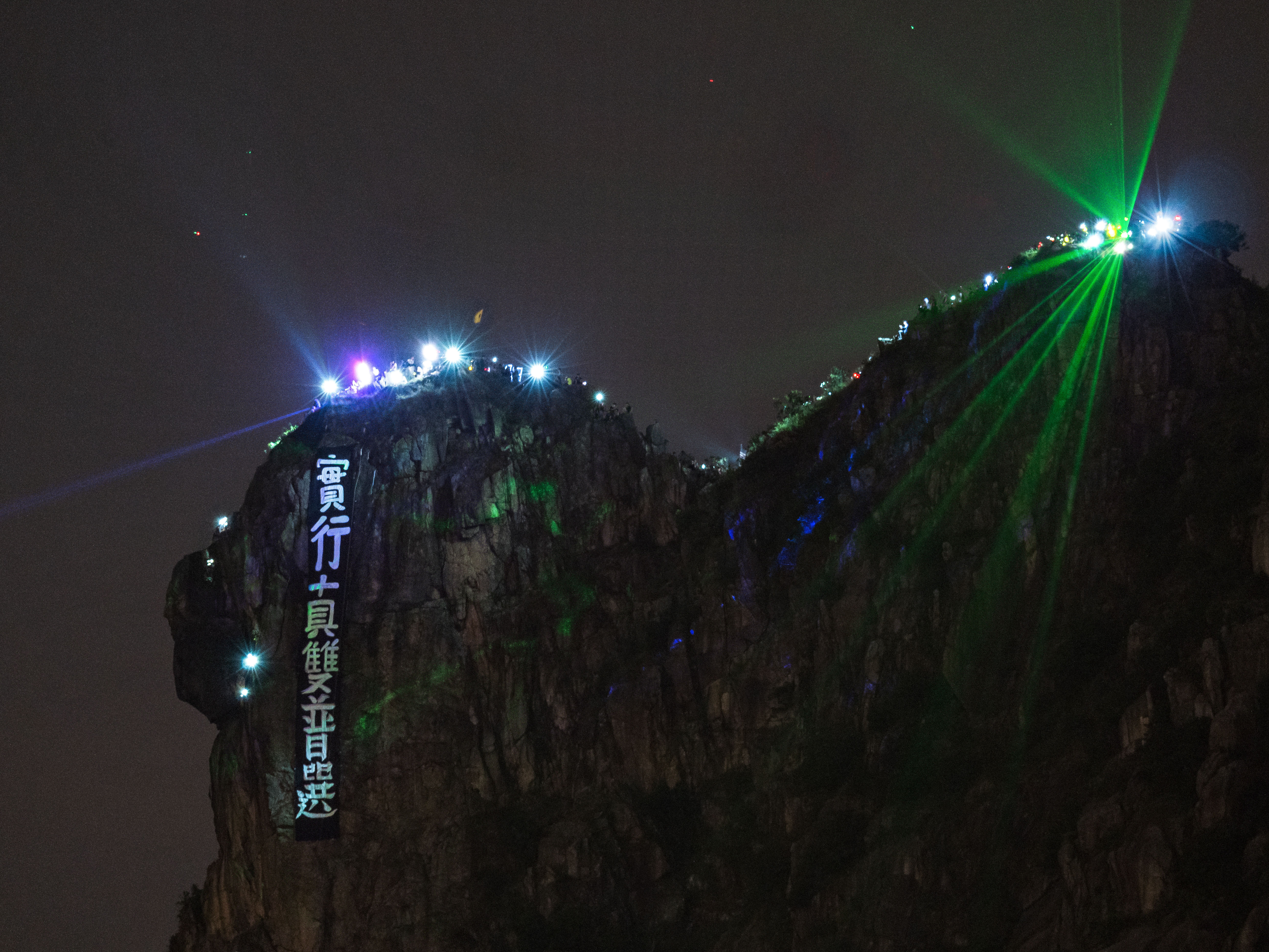
Người biểu tình chiếu đèn laser vào đỉnh Sư Tử Sơn trong Tết Trung thu, tháng 9 năm 2019
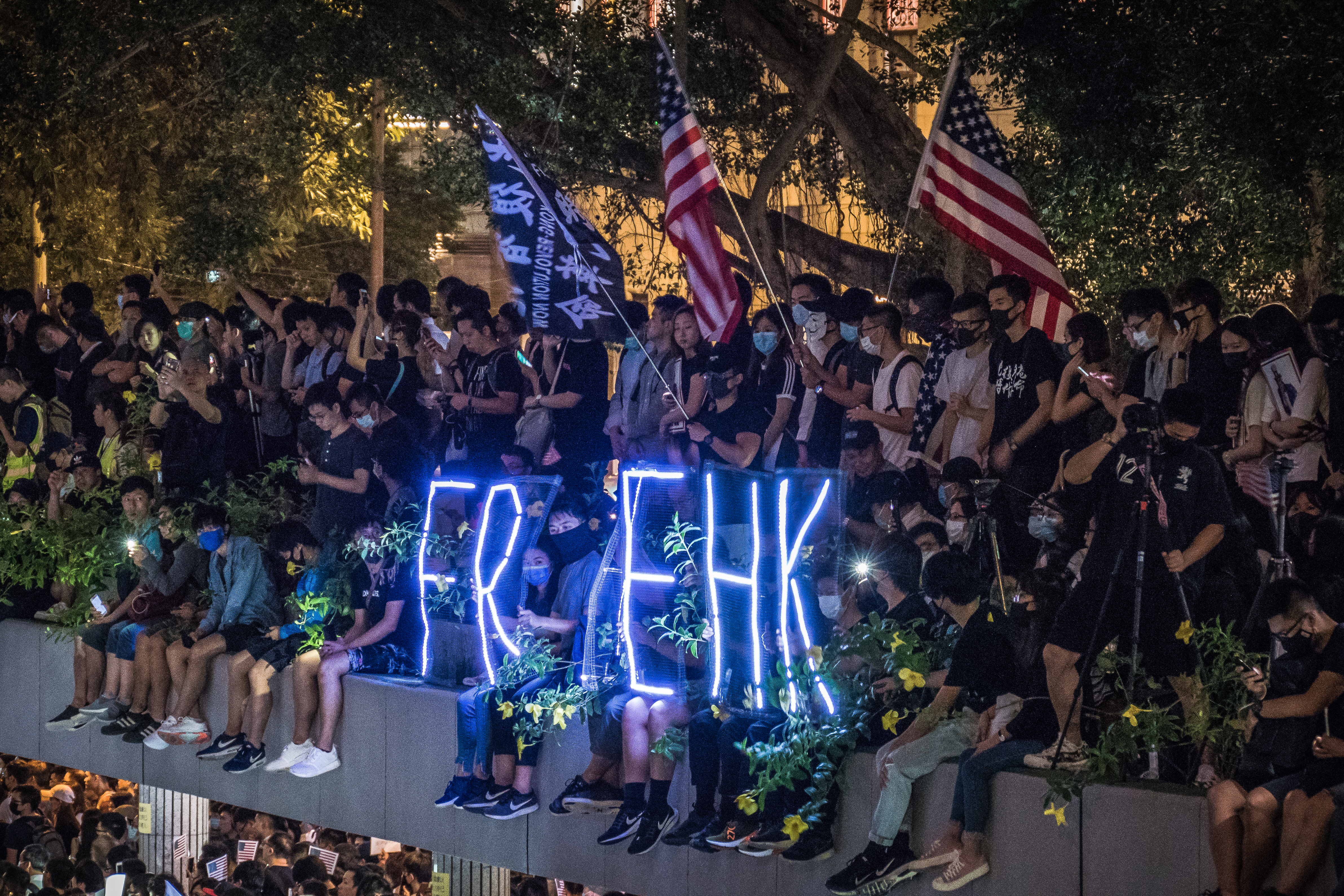
Một màn hình sáng với dòng chữ "Free HK", tháng 10 năm 2019
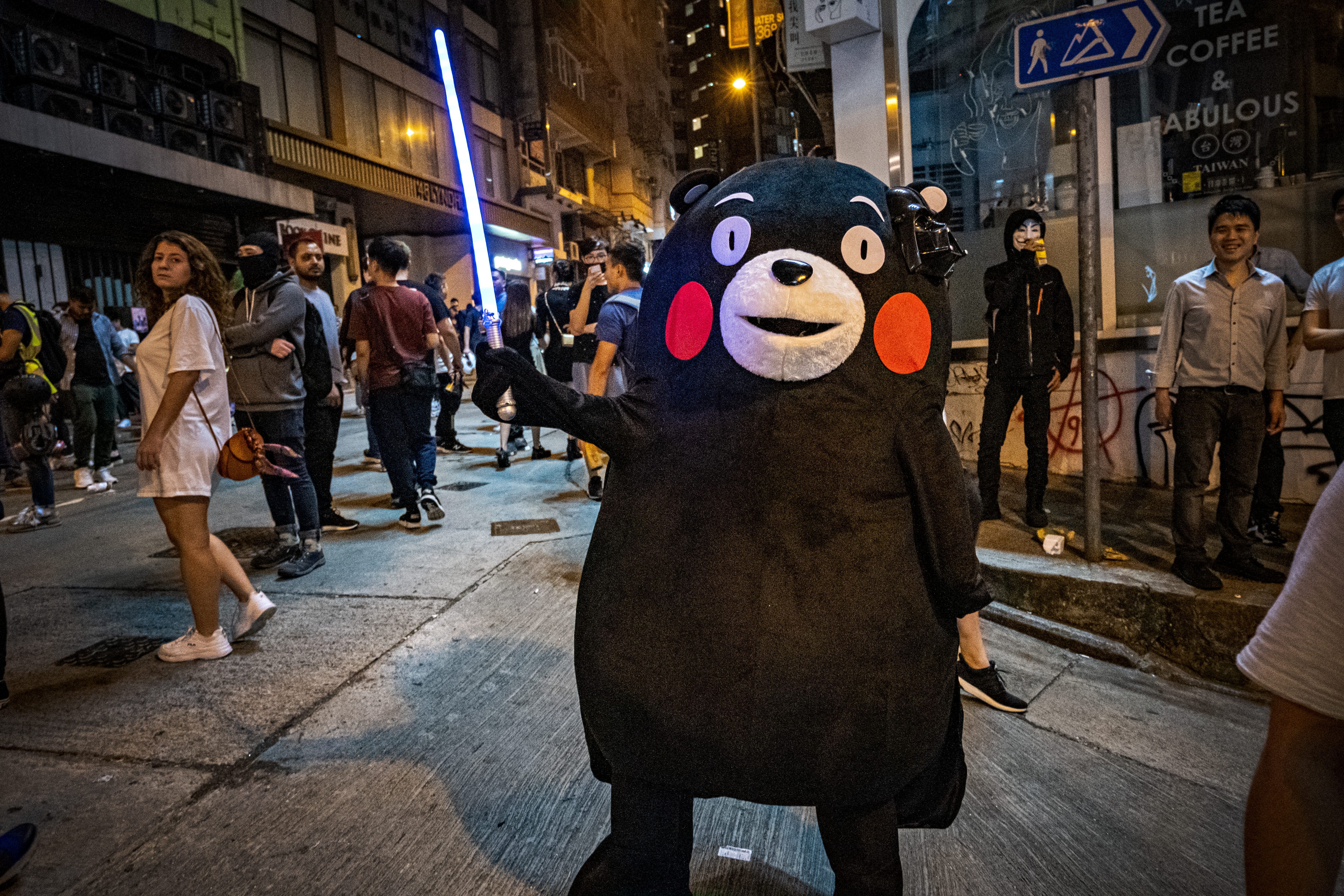
Một người biểu tình, cosplay Kumamon vung cây kiếm đồ chơi, Halloween 2019

### Mặt nạ

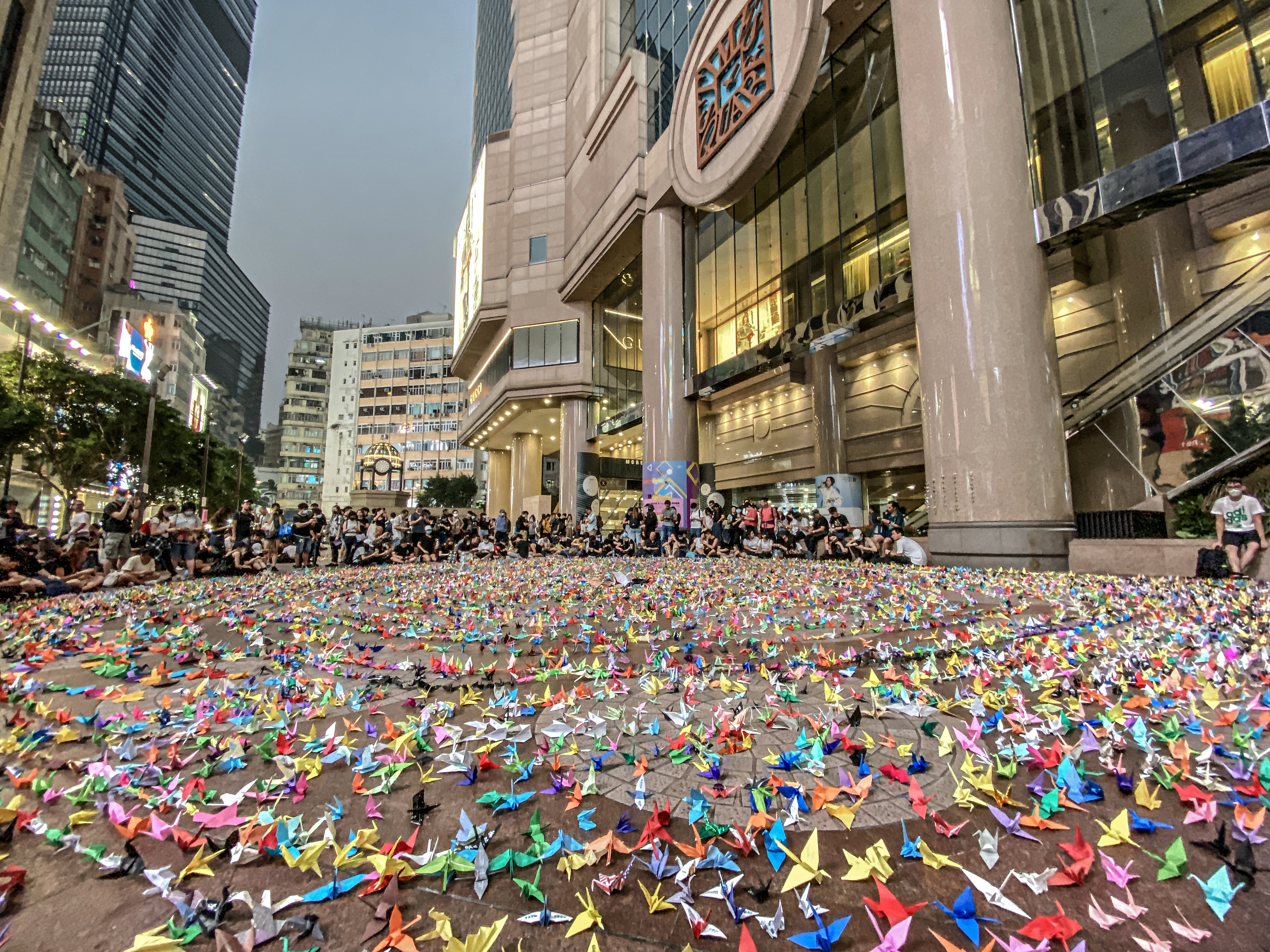
Gấp "Freenix" trong cuộc biểu tình chống ĐCSTQ, ngày 29 tháng 9 năm 2019
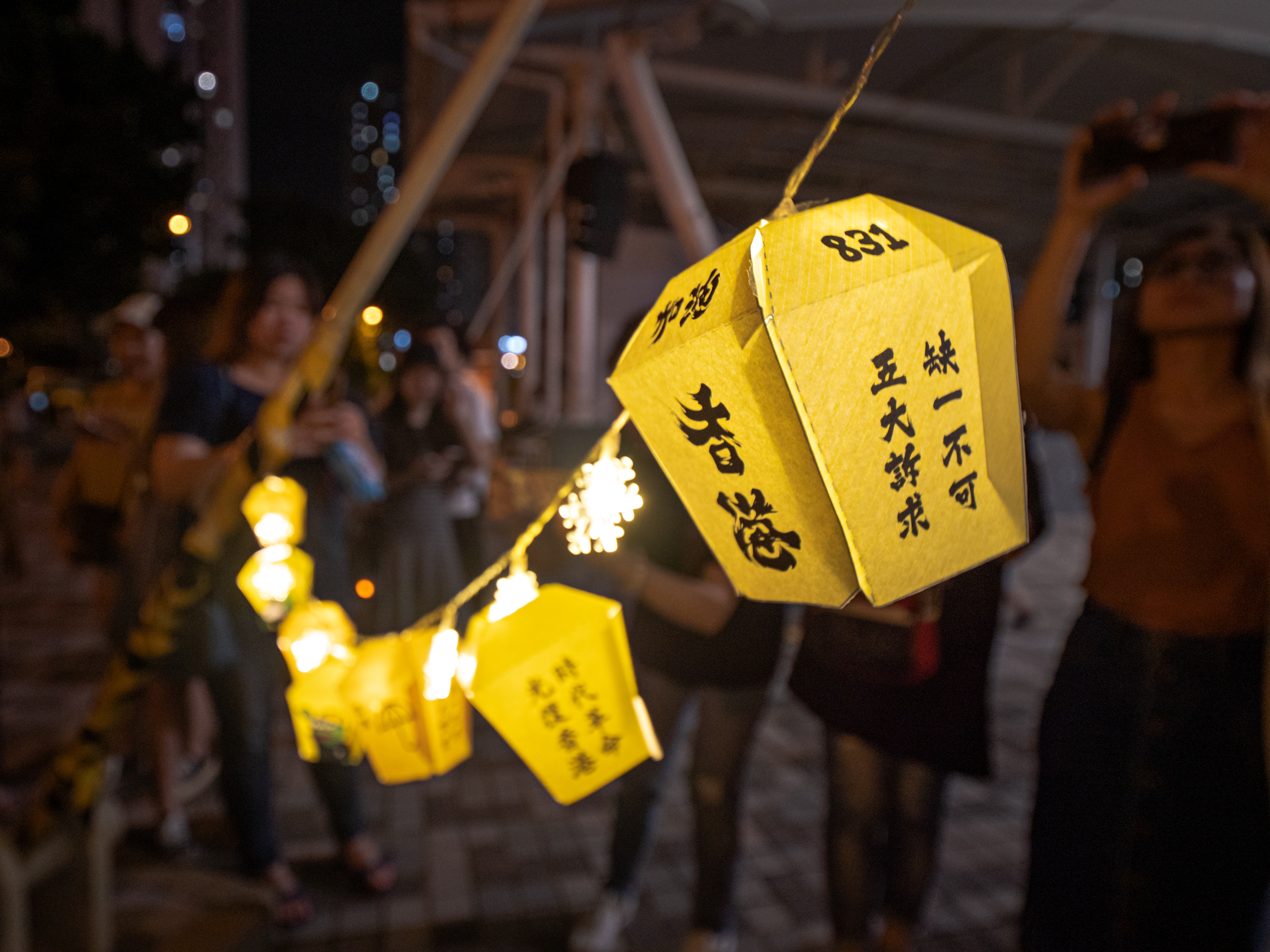
Đèn lồng với thông điệp ủng hộ người biểu tình, tháng 9 năm 2019
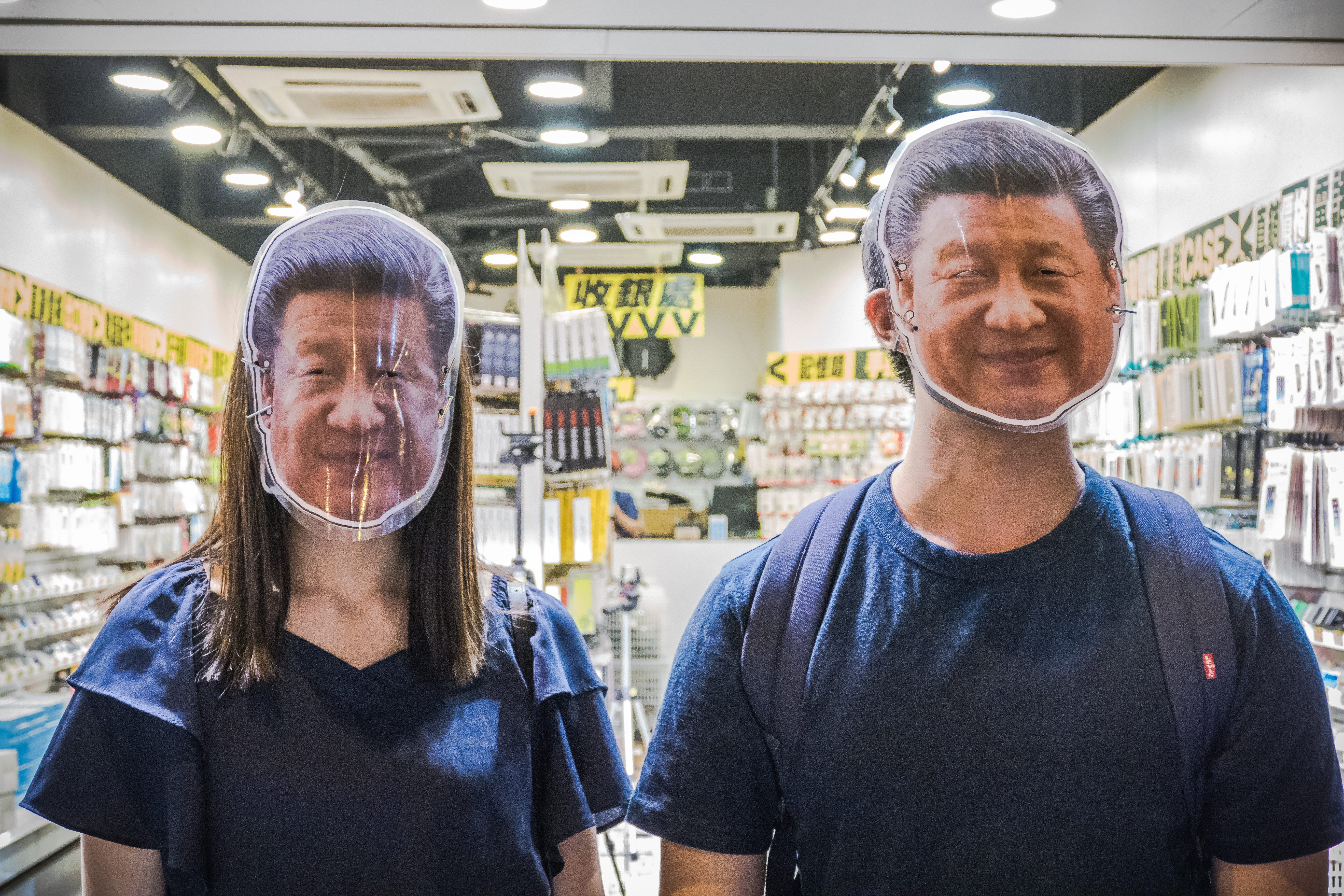
Người biểu tình đeo mặt nạ in hình Tập Cận Bình, tháng 10 năm 2019
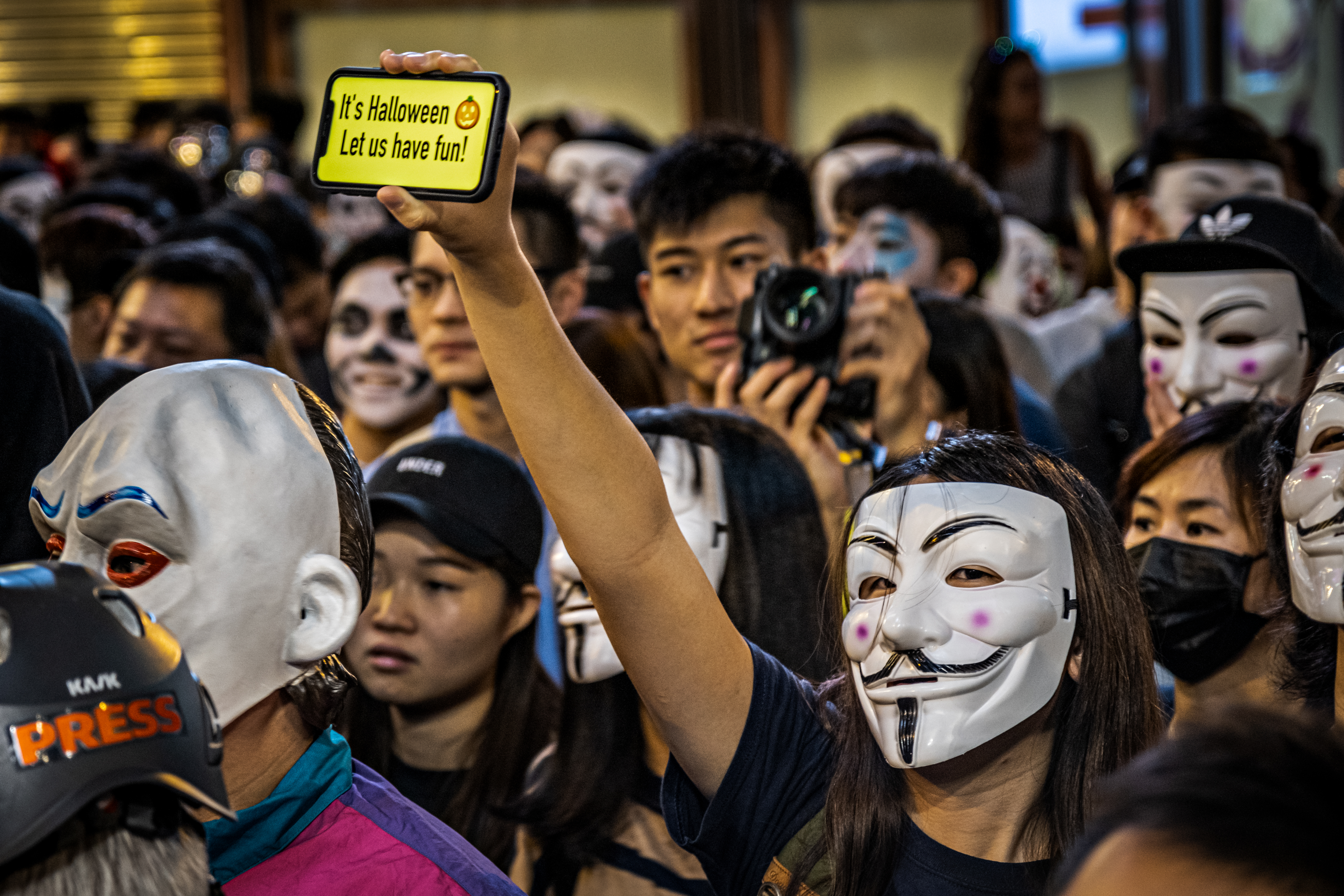
Người biểu tình đeo mặt nạ Guy Fawkes trong dịp Halloween 2019
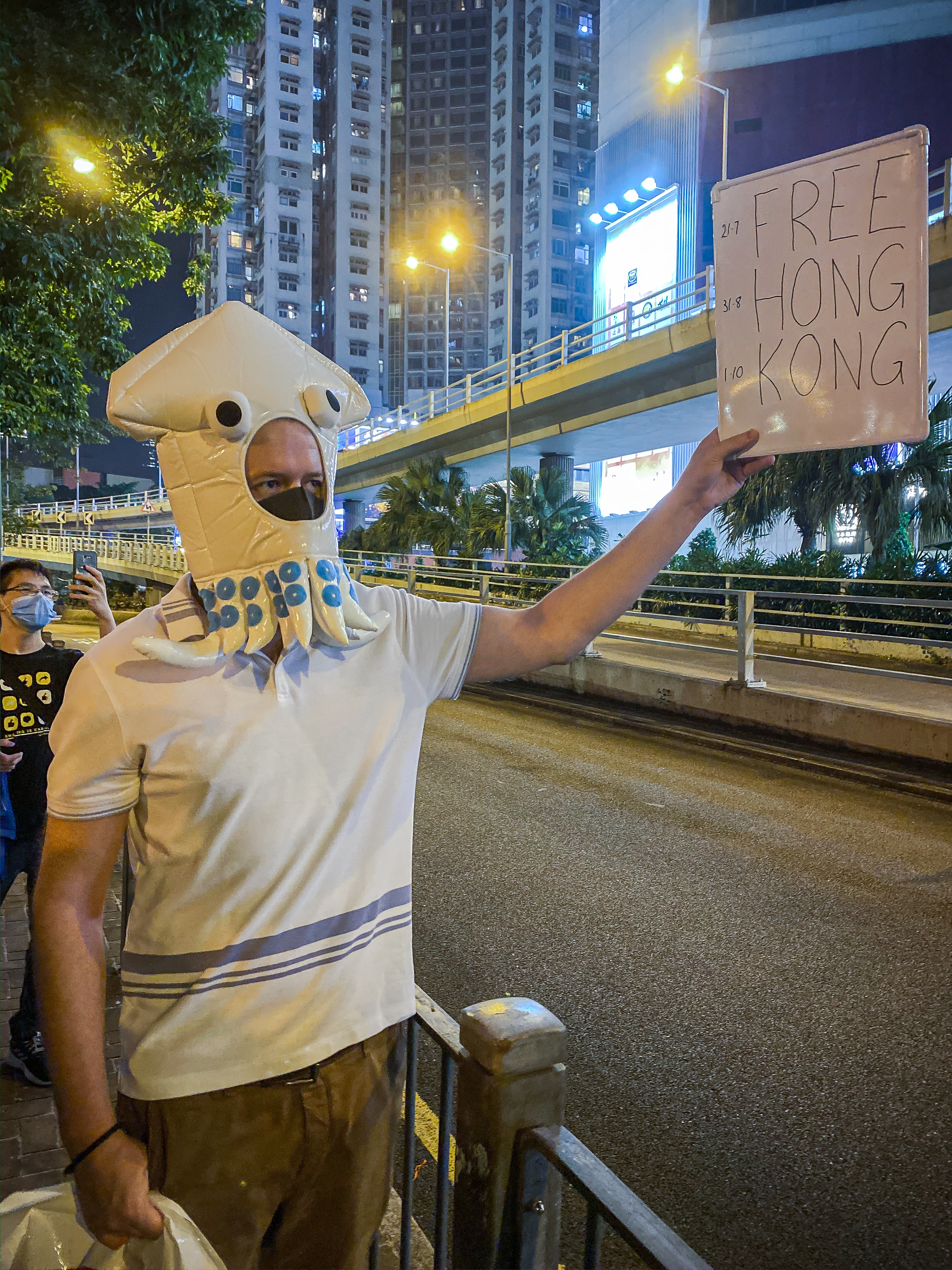
Một người biểu tình với mặt nạ hình con mực, Halloween 2019